# 湘南色

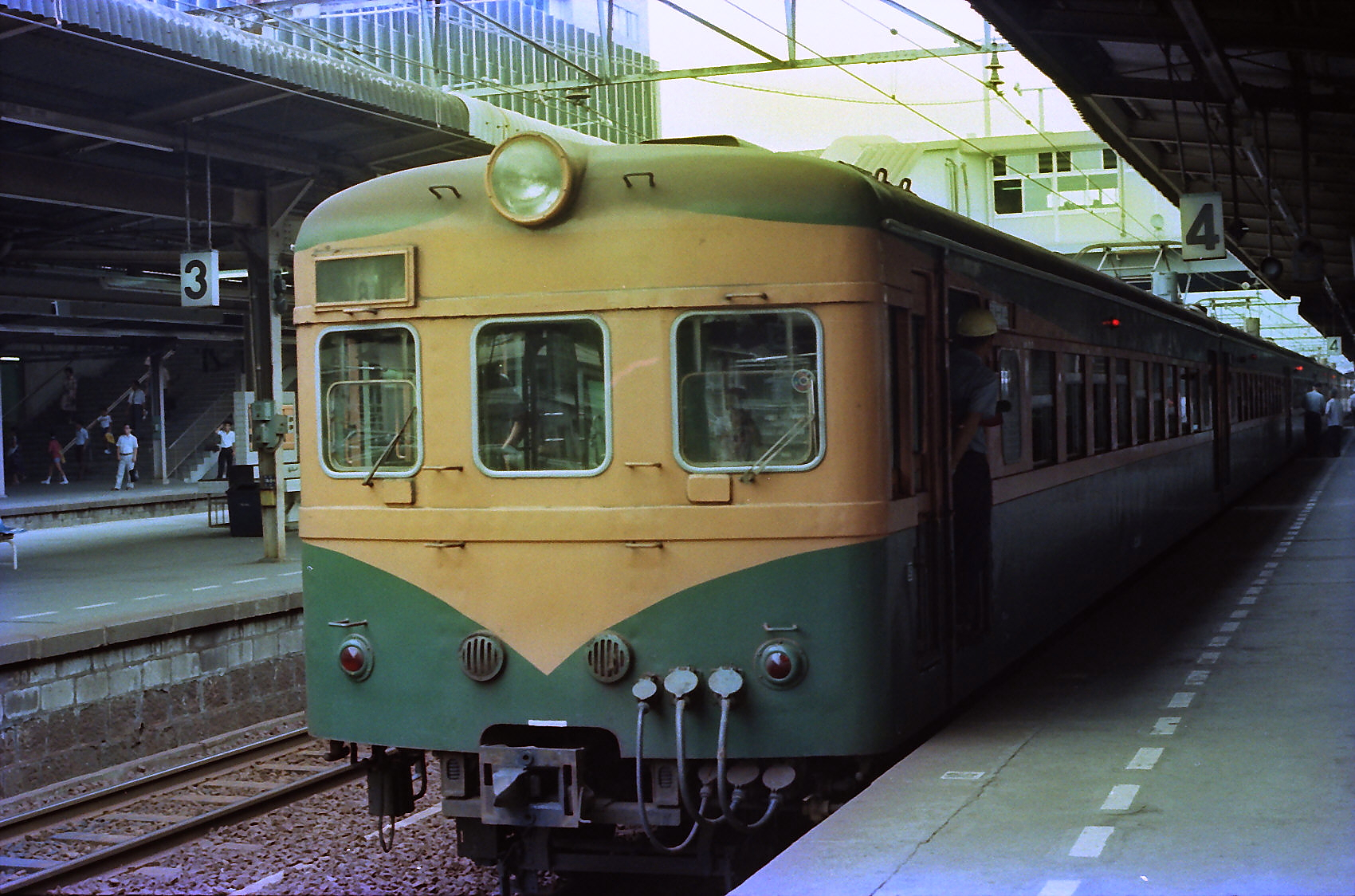
湘南色を初採用した80系電車

湘南色（しょうなんしょく）は、日本国有鉄道（国鉄）の80系電車で採用されたオレンジ色と緑色のツートンカラーの通称である。東海道本線東京口の湘南地域を走ったことから湘南電車と呼ばれ、国鉄の直流近郊型・急行型電車にも標準塗装の1つとして採用された。

## 概要

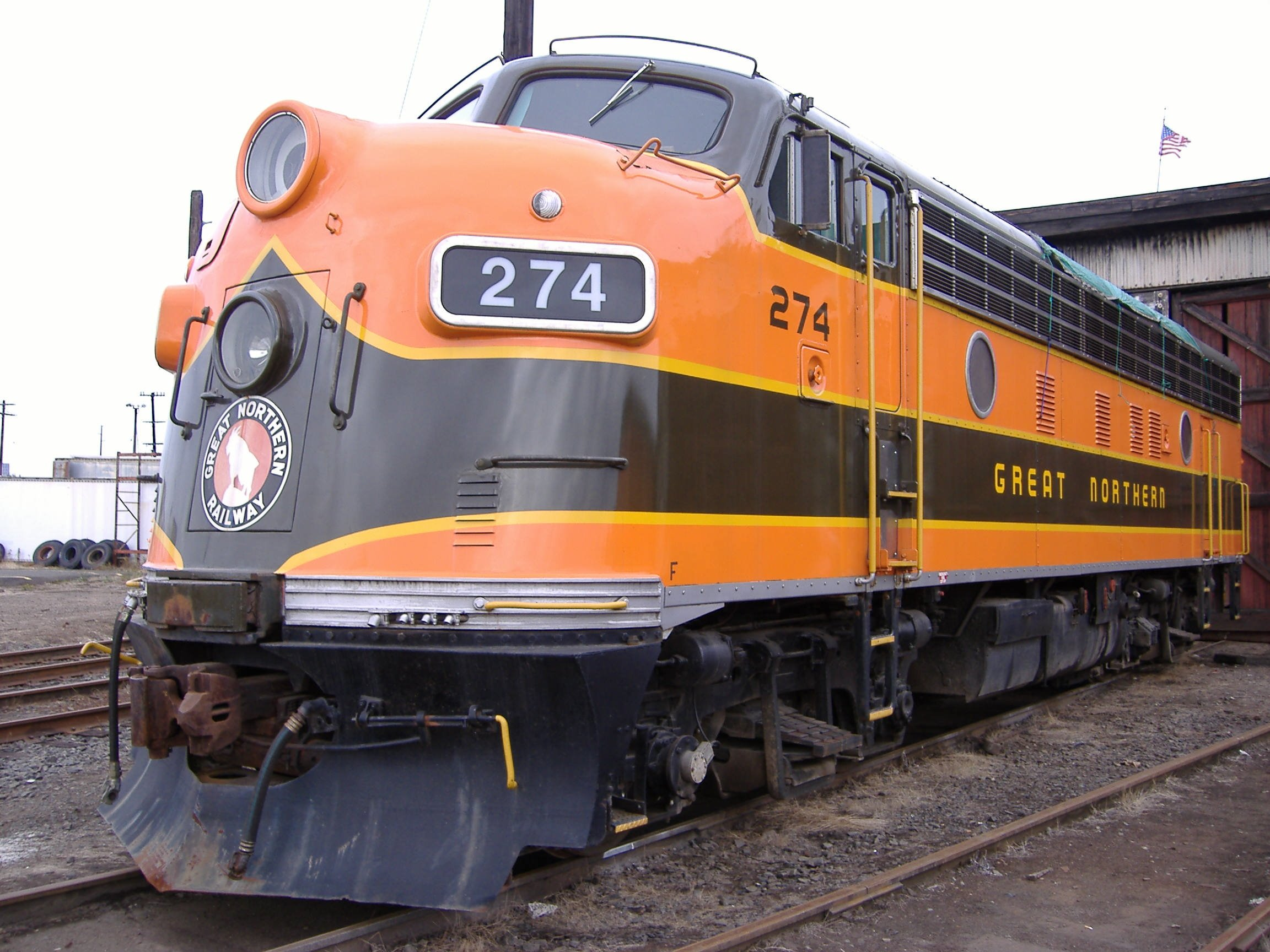
湘南色のルーツとされるグレート・ノーザン鉄道の機関車

湘南色が初採用されたのは、1950年に登場した80系電車からである。この時期の電車の車体色は茶色一色が一般的であったが、高速運転でも目立つ色を採用することになり、オレンジと緑のツートンカラーが採用された。この色の組み合わせはアメリカのグレート・ノーザン鉄道の機関車のカラーリングが参考にされたと言われている。国鉄が定めた色名称では緑が「緑2号」、オレンジが「黄かん色」となった。
後の国鉄は「みかんの実と木の葉にちなんだ色」あるいは「みかんと茶葉にちなんだ色」として宣伝した。また、その見た目から「かぼちゃ電車」の通称もあった。

## 採用例

### 全体塗装
80系では初期車は前面が3枚窓、増備車は2枚窓で傾斜のある「湘南顔」となったが、先頭車前面下部の塗り分けが複数試行された後に弧を描いて下がる「金太郎の前掛け」と通称される塗り分けとなった。中間車を先頭車化改造した際に切妻となったクハ85形では、前面下部の塗り分けは一直線となった。
いわゆる「東海顔」となった準急・急行用153系では、前面全体がオレンジの配色となった。111・113系では上部の緑色が前面まで回り込むが、前面下部は貫通幌枠の部分まで斜め45度に切り込む塗り分けとなった。勾配線対応の急行型165系は貫通幌の部分の切れ込みがなく上部もオレンジで、近郊型115系は上部は緑があるが下部は貫通幌枠の部分で直角に落とされている。修学旅行用電車として登場した155系・159系・167系も1980年代には従来の修学旅行色から153系・165系に準じた湘南色に変更されている。
国鉄末期からJR化後にかけては地域色への塗り替えなどで湘南色は減少したが、東海旅客鉄道（JR東海）では国鉄時代からの身延線向け地域色の115系が湘南色となり、同社の113系・115系は湘南色に統一された。東日本旅客鉄道（JR東日本）では東海道・東北・高崎線および高崎地区ローカルで湘南色の113系・115系が運用され、高崎地区では2018年まで運用されていた。
西日本旅客鉄道（JR西日本）では、1996年の山陰本線園部 - 福知山間電化によりワンマン化改造された113系2両編成に識別のため湘南色の境目にクリーム色が入れられた。2009年より地域別単色への塗り替えが進められ、113系では2017年に単色化された湖西線・草津線用113系を最後に湘南色が消滅したが、115系では岡山地区の300番台3両編成2本（D26・27編成）が単色化されず2017年に湘南色を維持したまま再塗装された。
郵便・荷物電車でも併結する旅客車と同様に湘南色が採用された。80系に属するクモユニ81形、72系の改造で新性能電車と併結可能な旧性能荷物電車クモユニ74形・クモユニ82形・クモニ83形、新性能電車クモユ141形、クモニ143形、クモユニ143形、クモユ143形で採用されている。
事業用車ではクモニ143形を牽引車に改造したクモヤ143形50番台で湘南色が踏襲されている。JR東日本国府津車両センターのクモヤ143-4は、2007年の検査出場時に湘南色へ変更されている。クモヤ143-52が2022年に除籍後も長野総合車両センターの構内で稼働している。
客車では山陽本線急行列車の153系の瀬野八補機連結用控車となったオヤ35形に湘南色が採用された。153系の連結器は密着連結器、補機のEF61形は自動連結器であったため、オヤ35形が連結器のアダプターとなっていた。
本線を走行しない試験車では、鉄道総合技術研究所に譲渡されたキハ30形1両が湘南色となり、電車と気動車の協調運転試験などに用いられた。

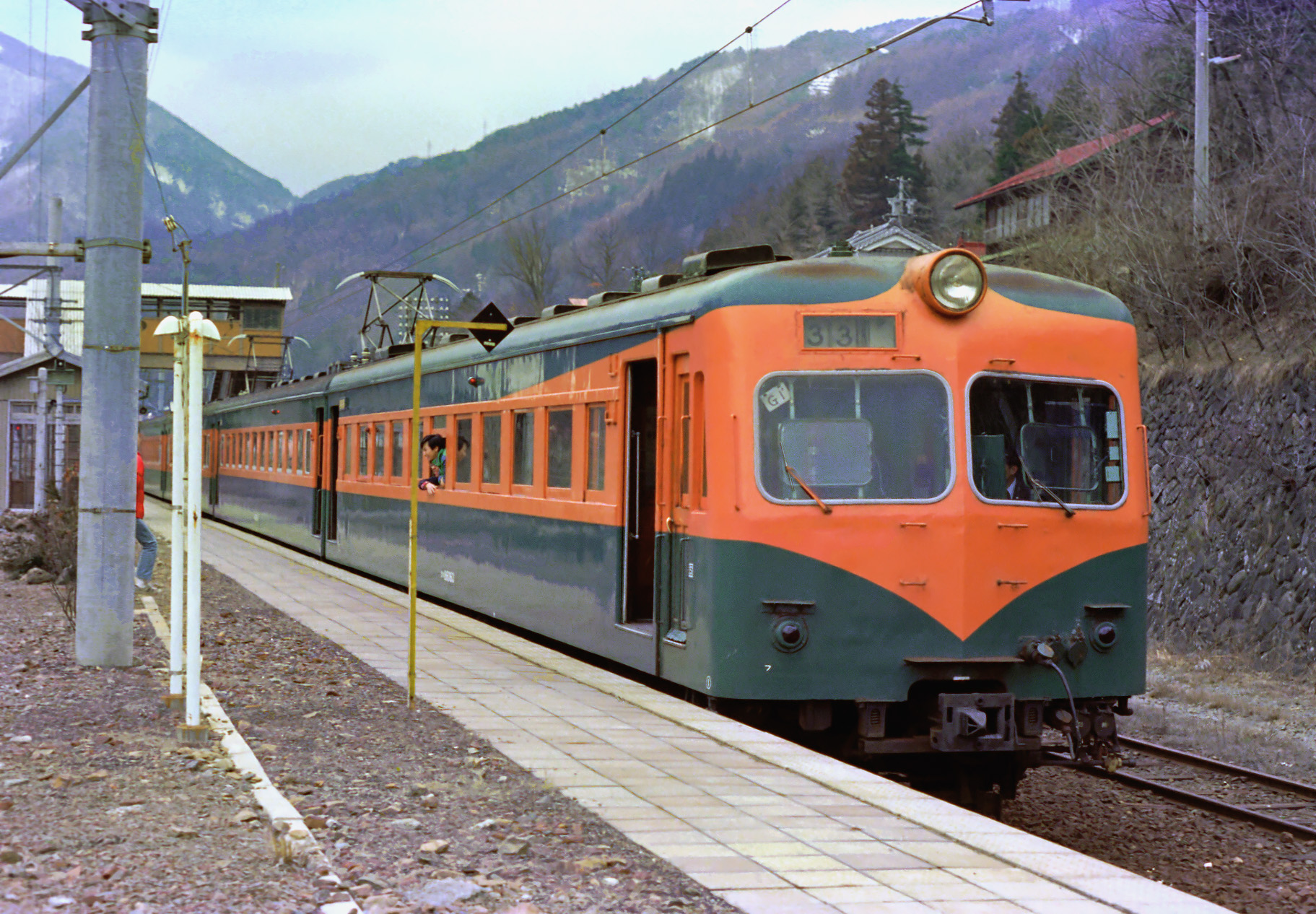
80系 クハ86形
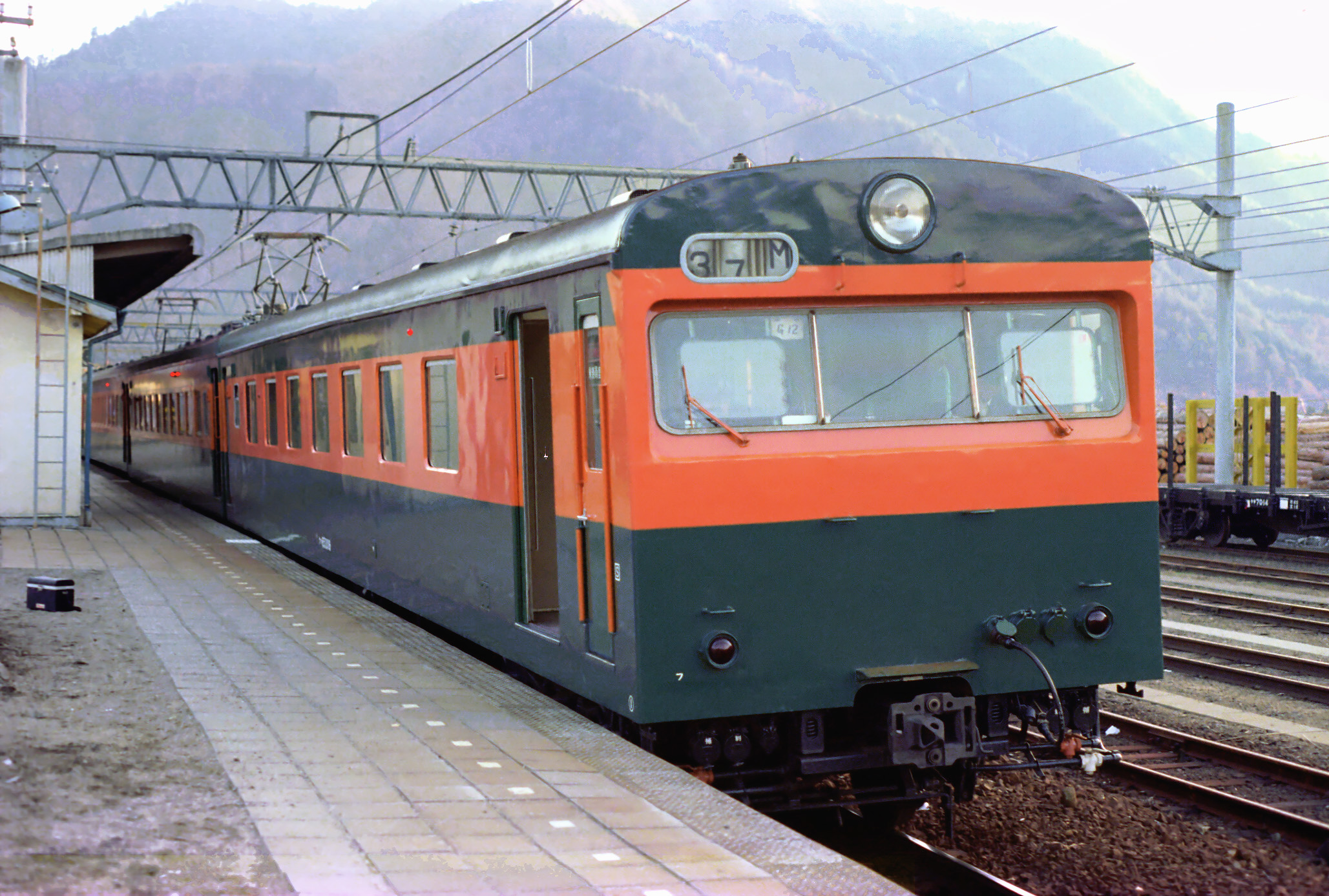
80系 クハ85形
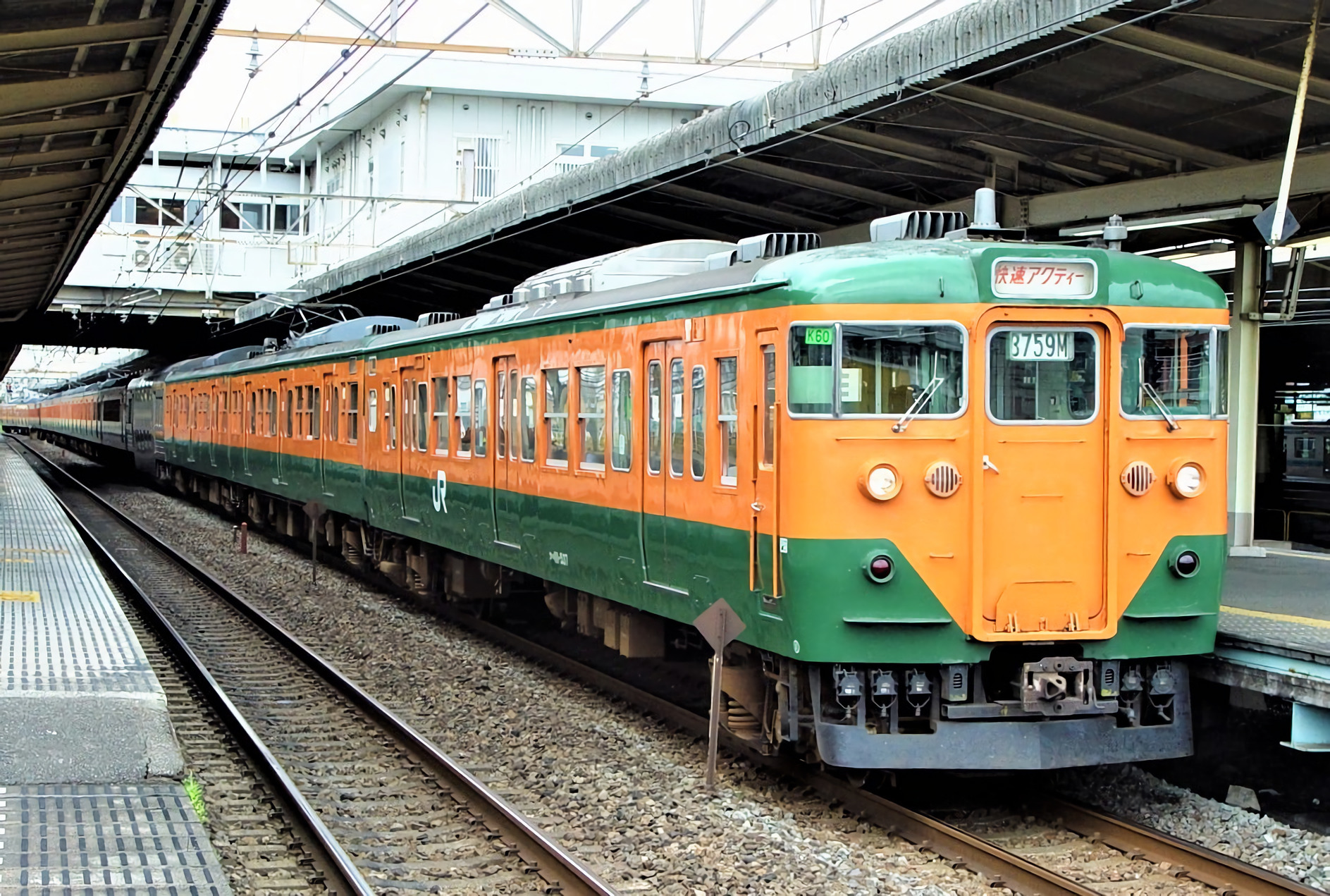
113系
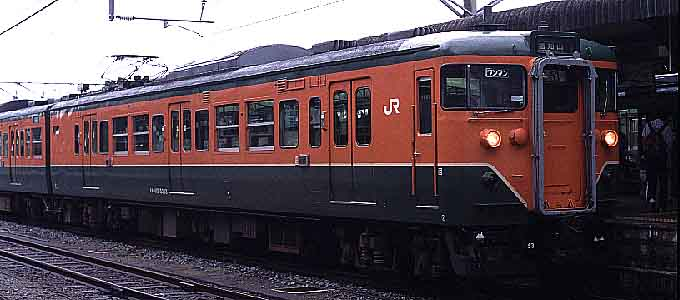
JR西日本113系 山陰本線ワンマン車
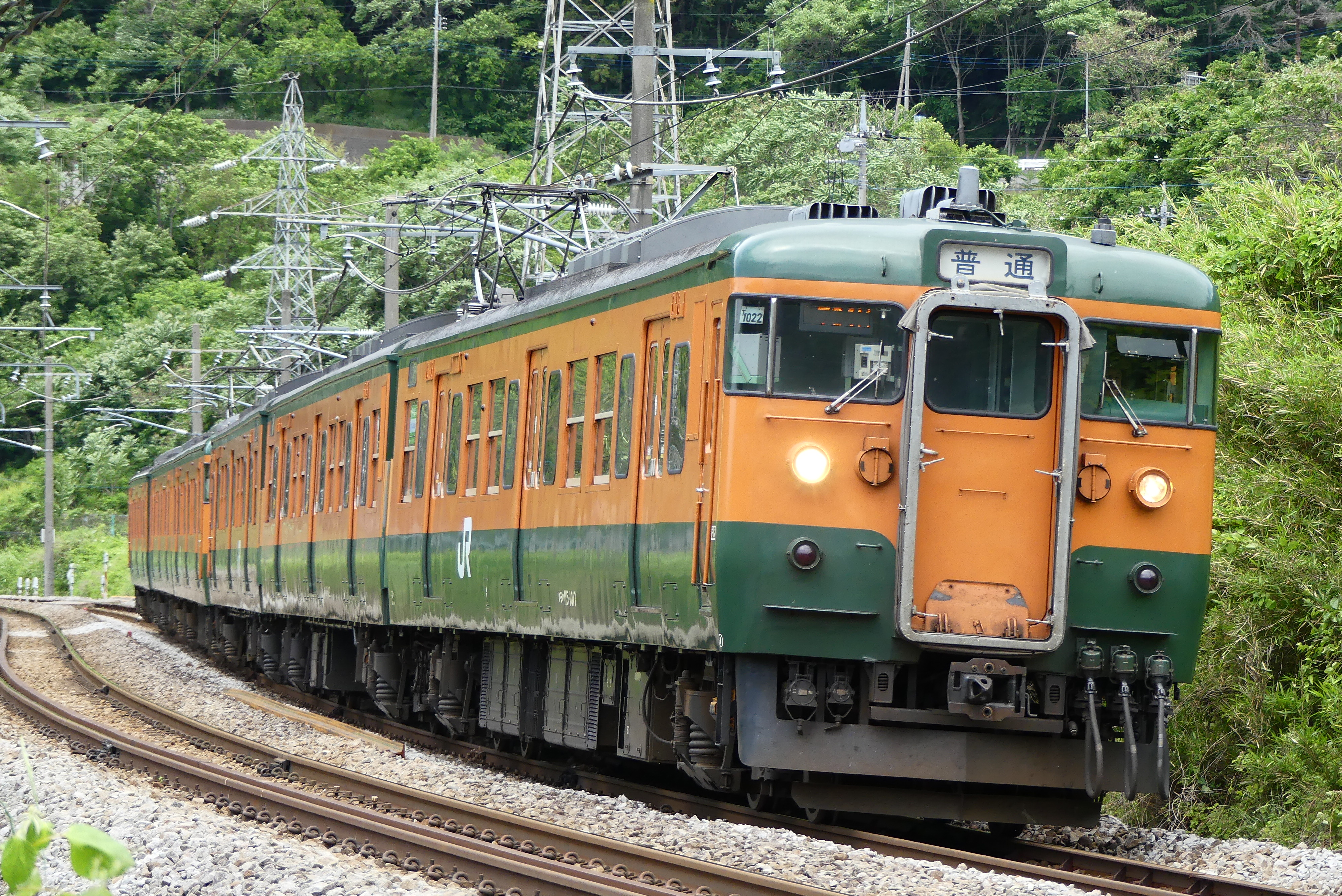
115系
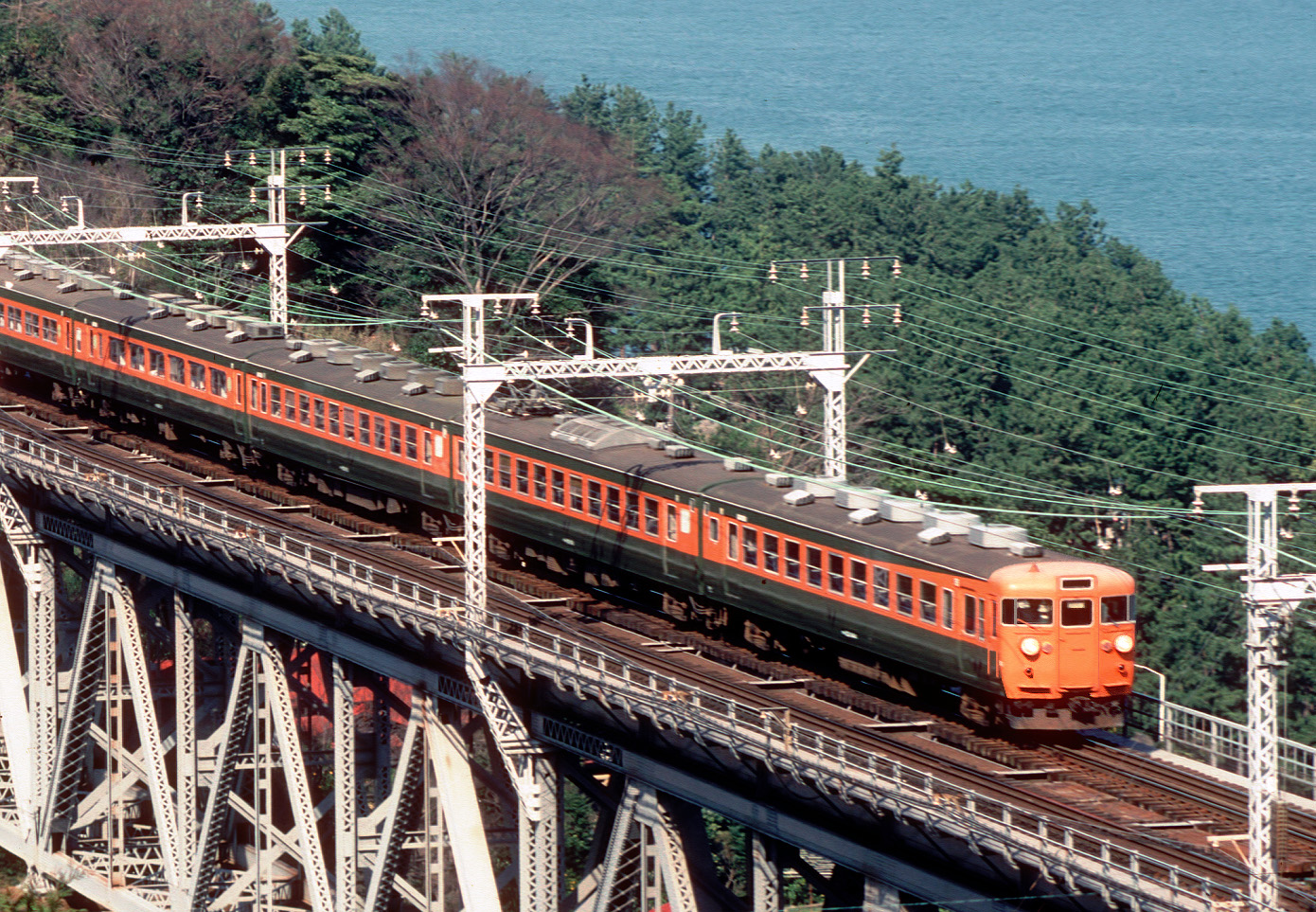
153系
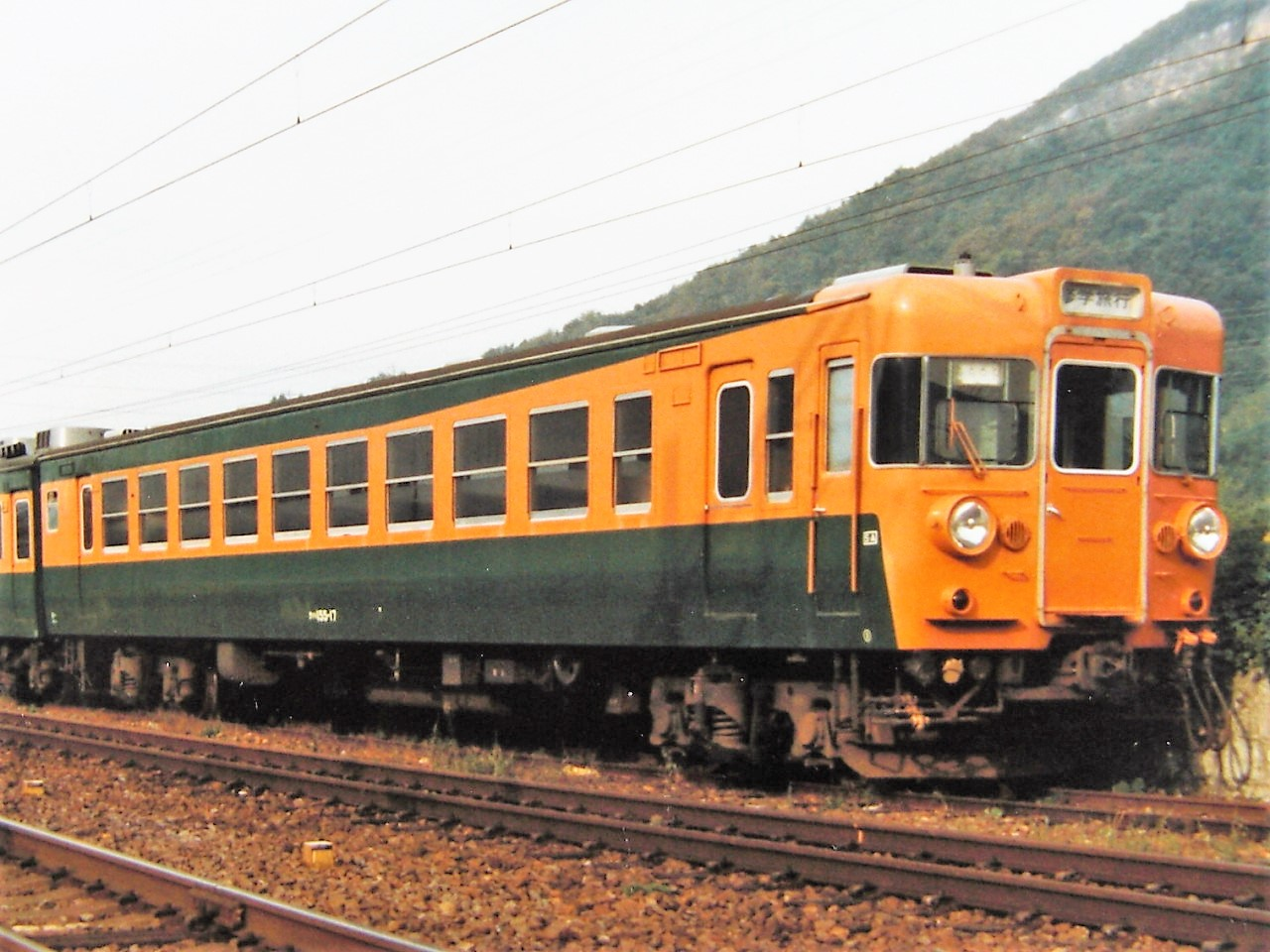
155系
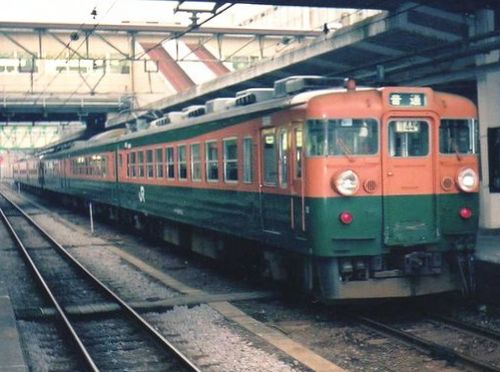
165系
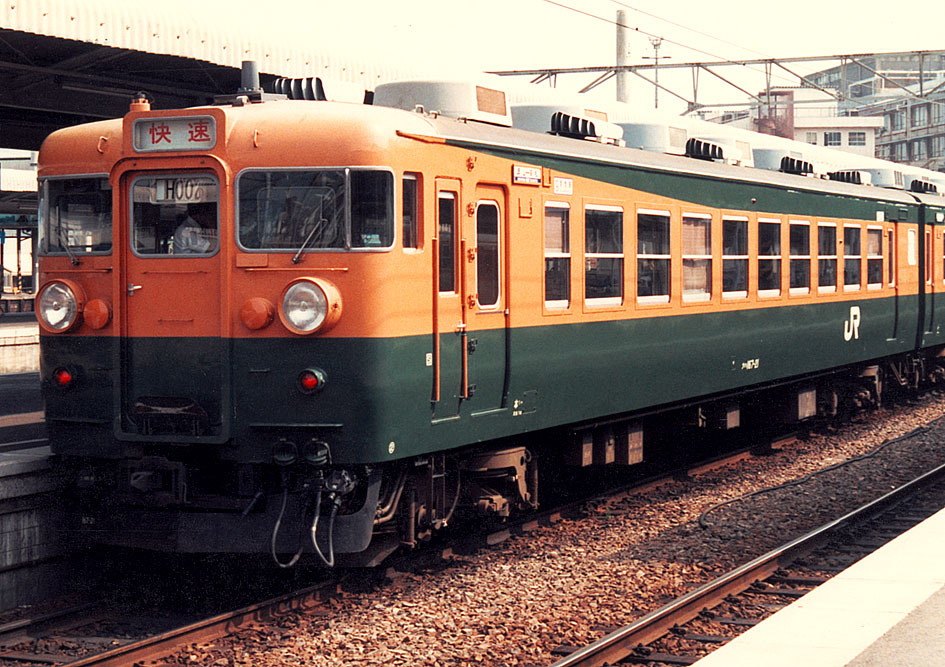
167系
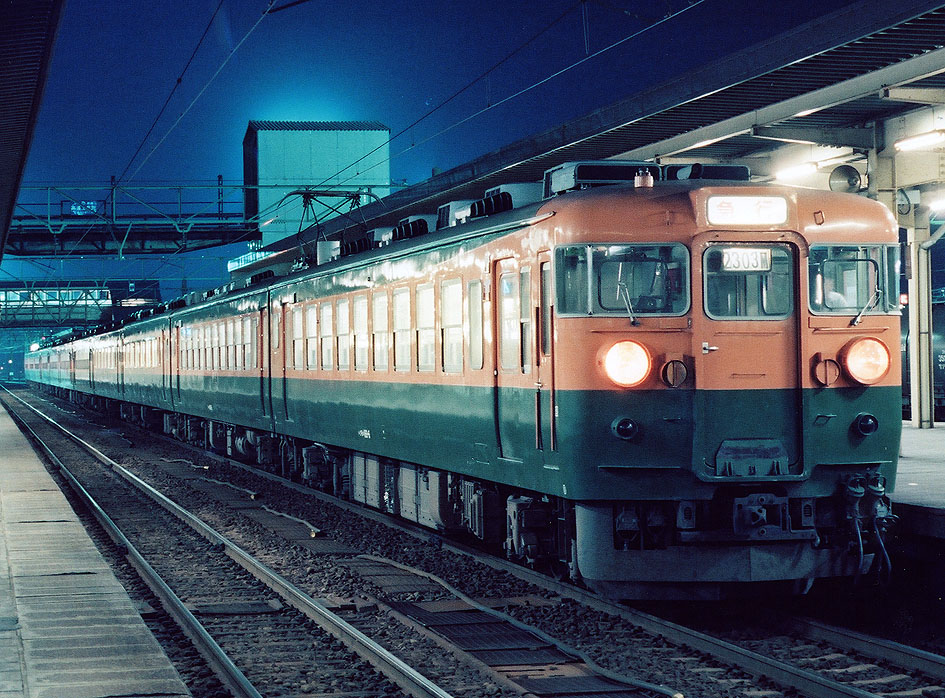
169系
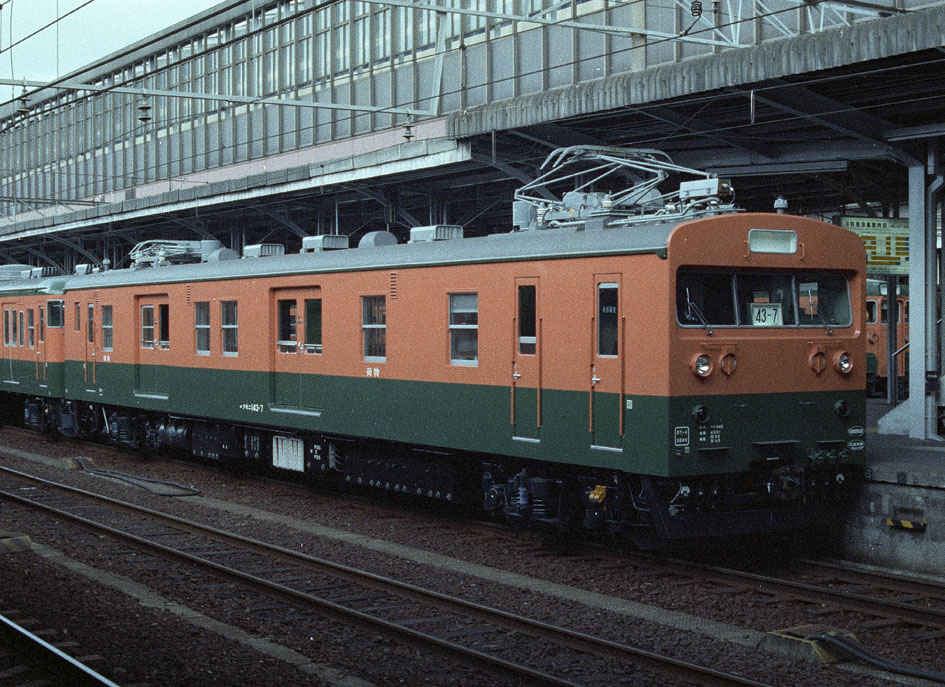
クモニ143形
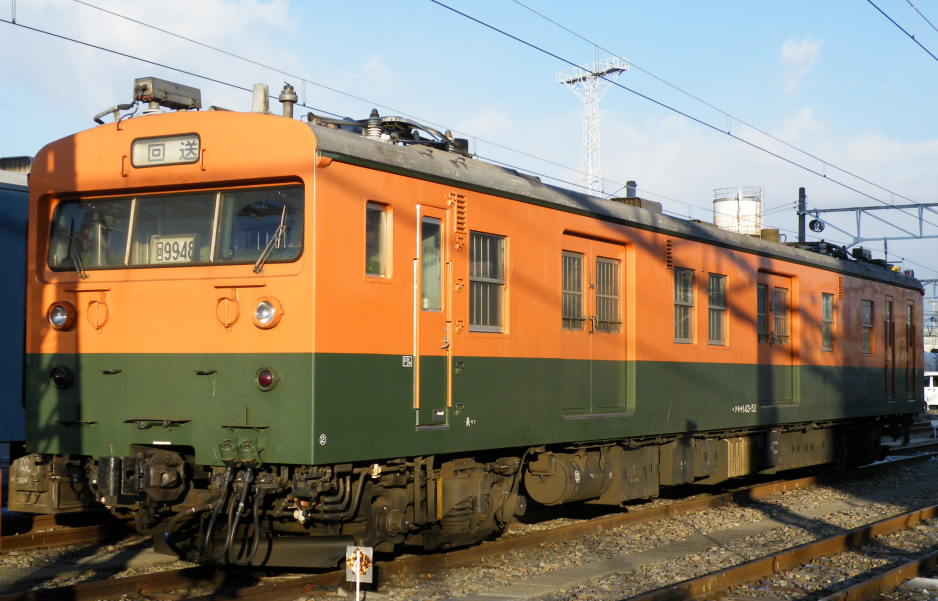
クモヤ143形50番台
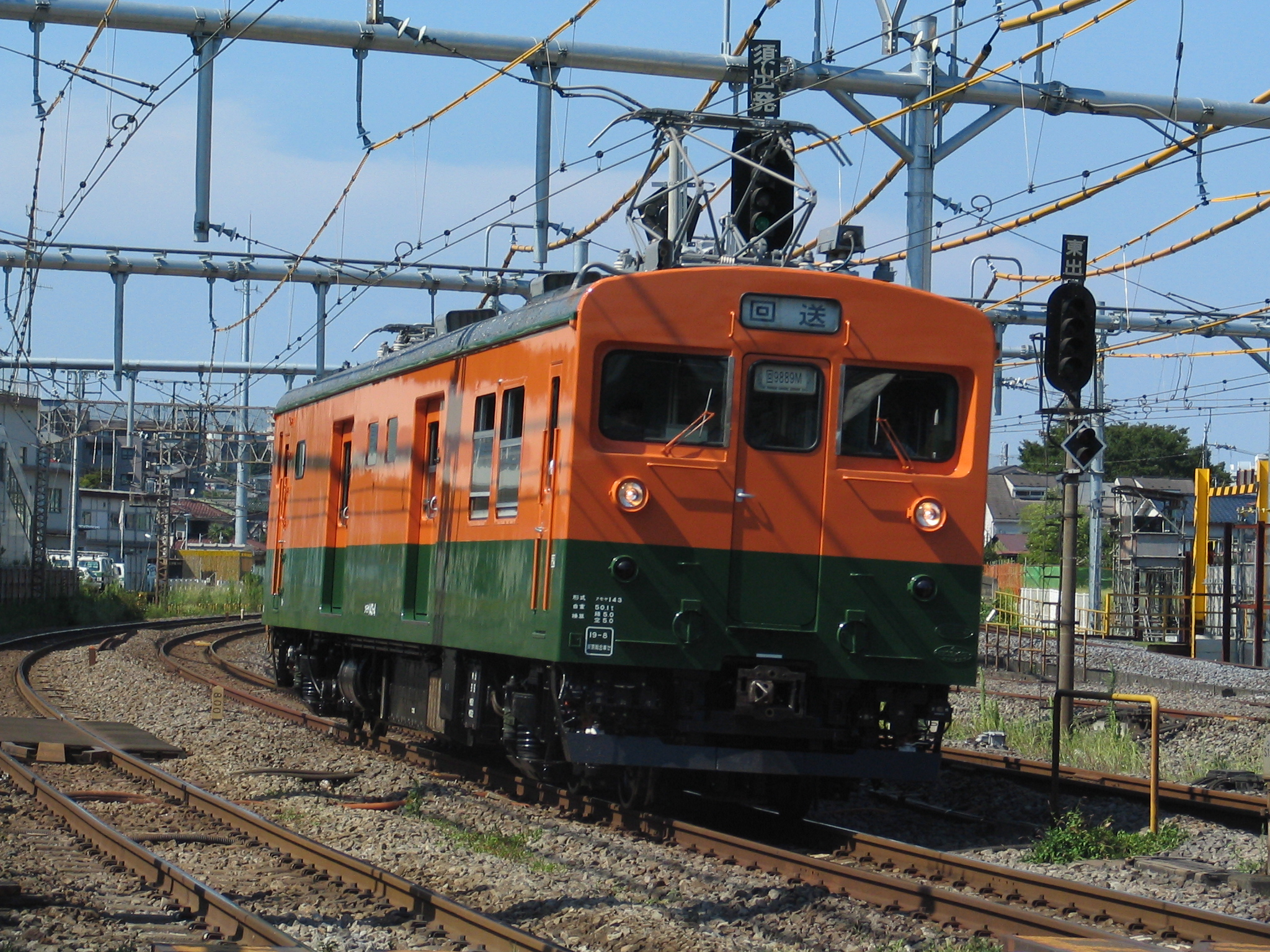
クモヤ143-4
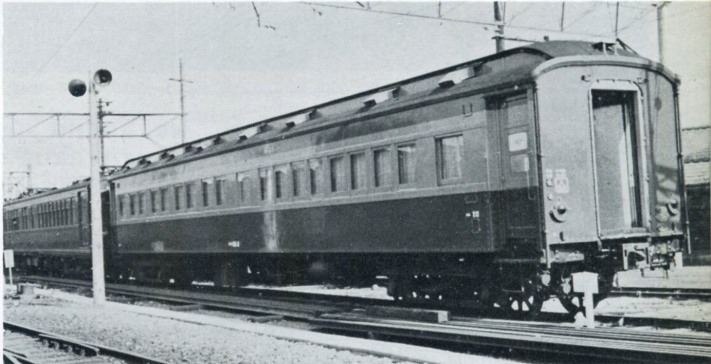
オヤ35形
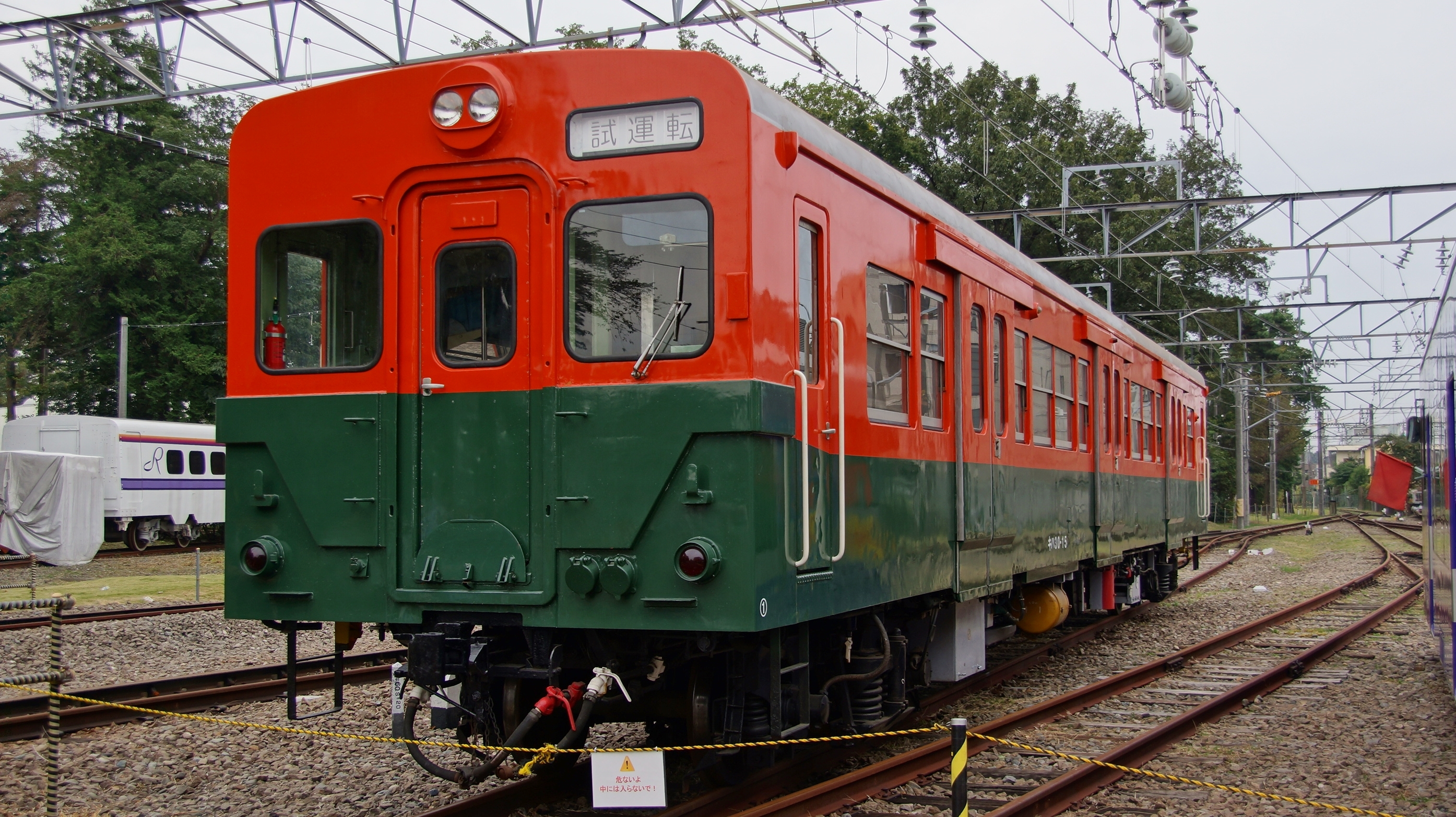
鉄道総研キハ30 15

### ステンレス車の帯色
国鉄末期の1986年に東海道本線へ投入された211系は、ステンレス車体に湘南色の帯が採用された。国鉄時代に名古屋地区に青帯で投入された211系0番台もJR東海移行後に湘南帯となっており、JR東海で増備された211系5000・6000番台および213系5000番台も湘南帯で新製されている。
JR東日本では東海道・宇都宮・高崎線系統用の113系・115系・211系置き換え用に導入したE231系近郊タイプ・E233系3000番台に湘南色をベースとした帯色が採用された。このほか、横須賀線から東海道本線へ一時転用されていたE217系、宇都宮線・日光線用に転用された205系でも採用されていた。これらは211系と異なり緑の面積が大きくなっている。また、東京・大宮総合訓練センターの209系改造の訓練車もE231系等と同じ帯色である。

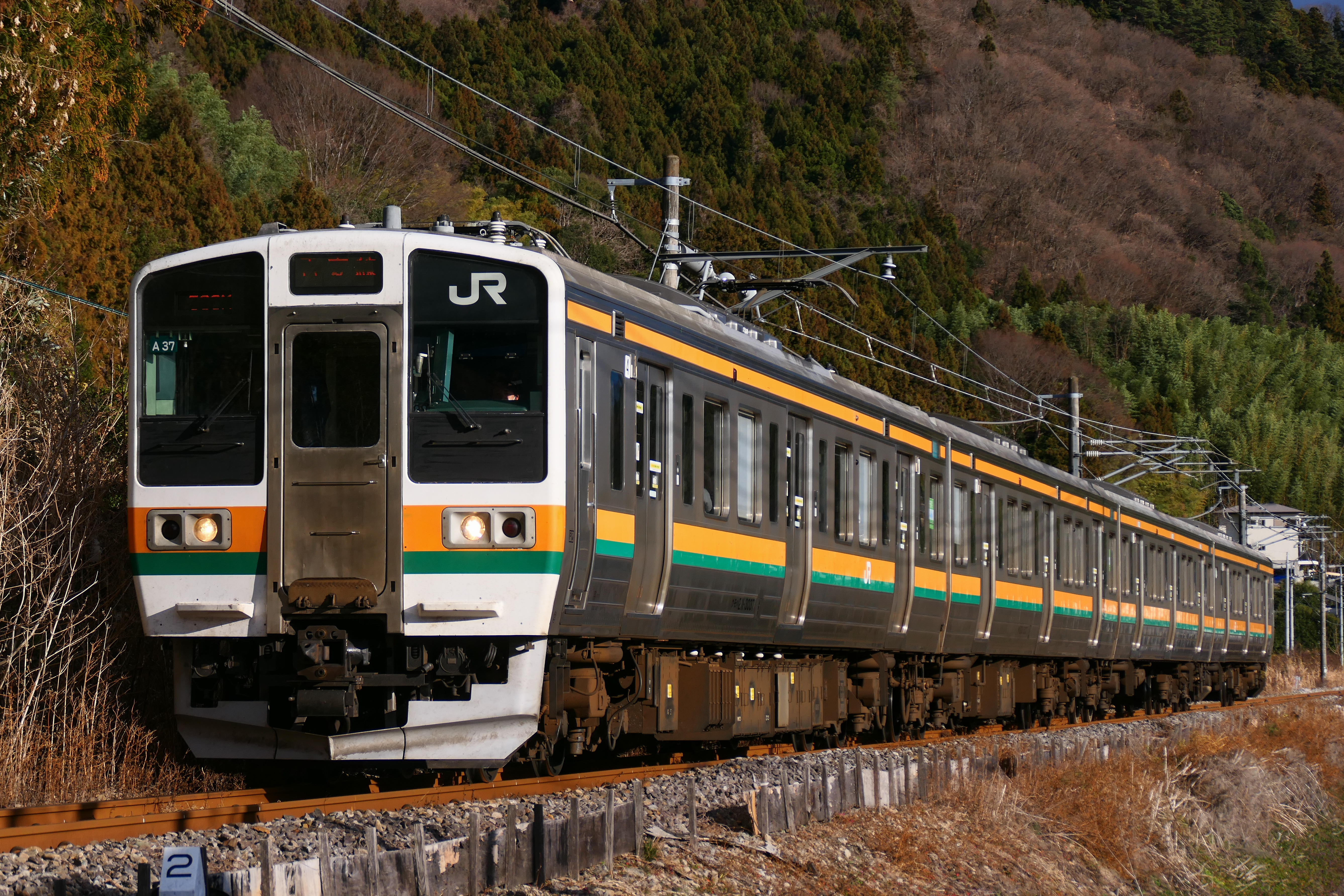
国鉄211系
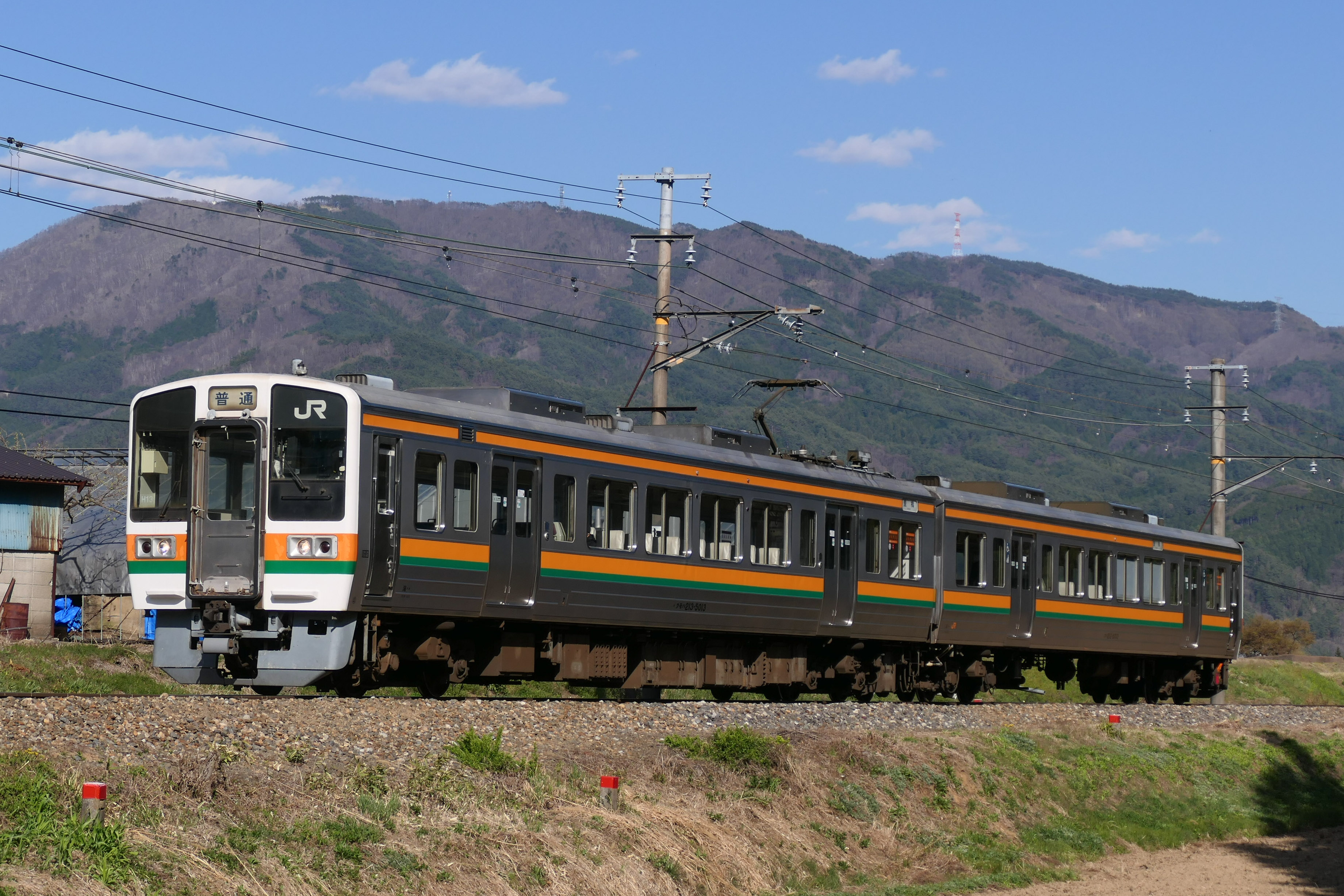
JR東海213系5000番台
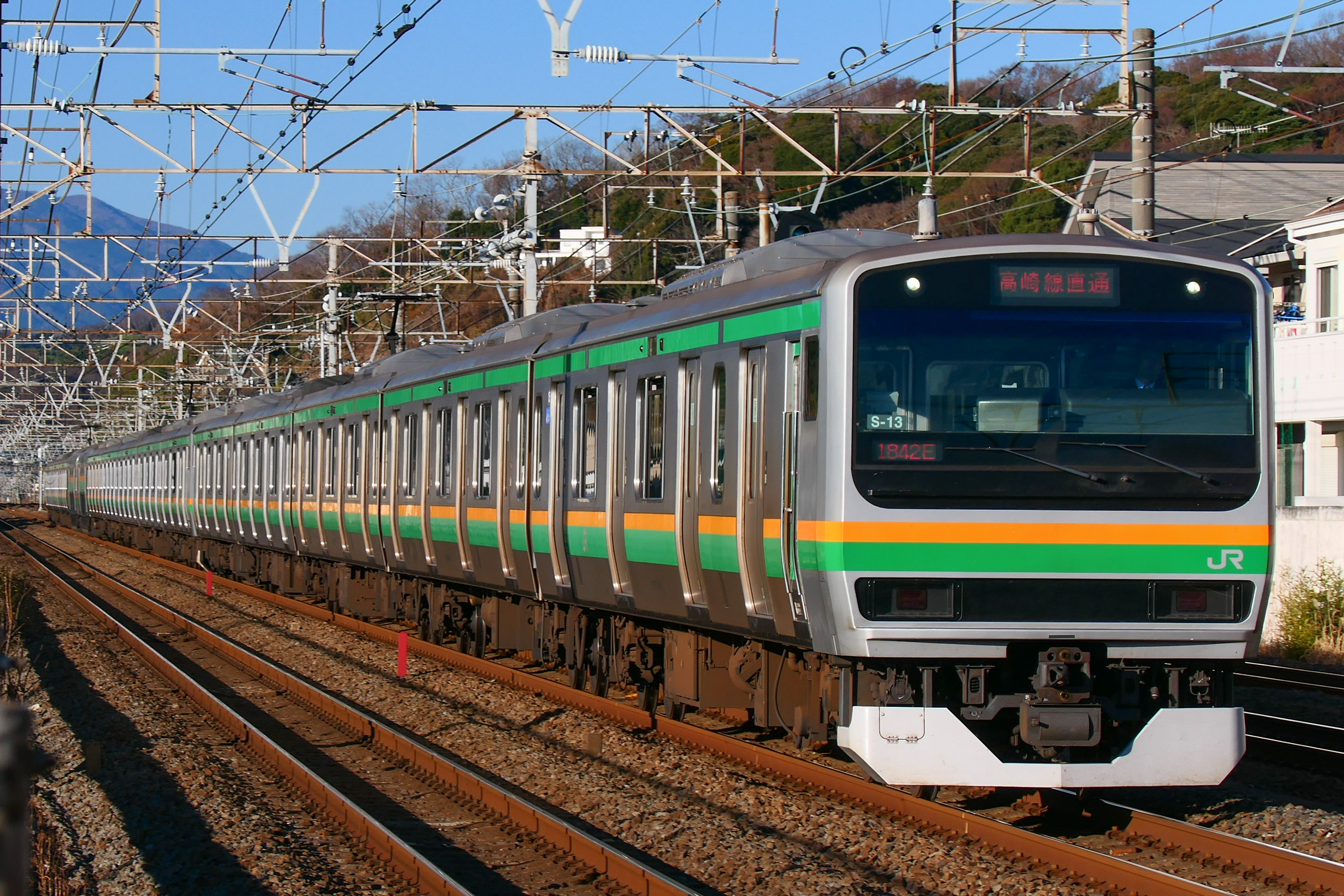
JR東日本E231系
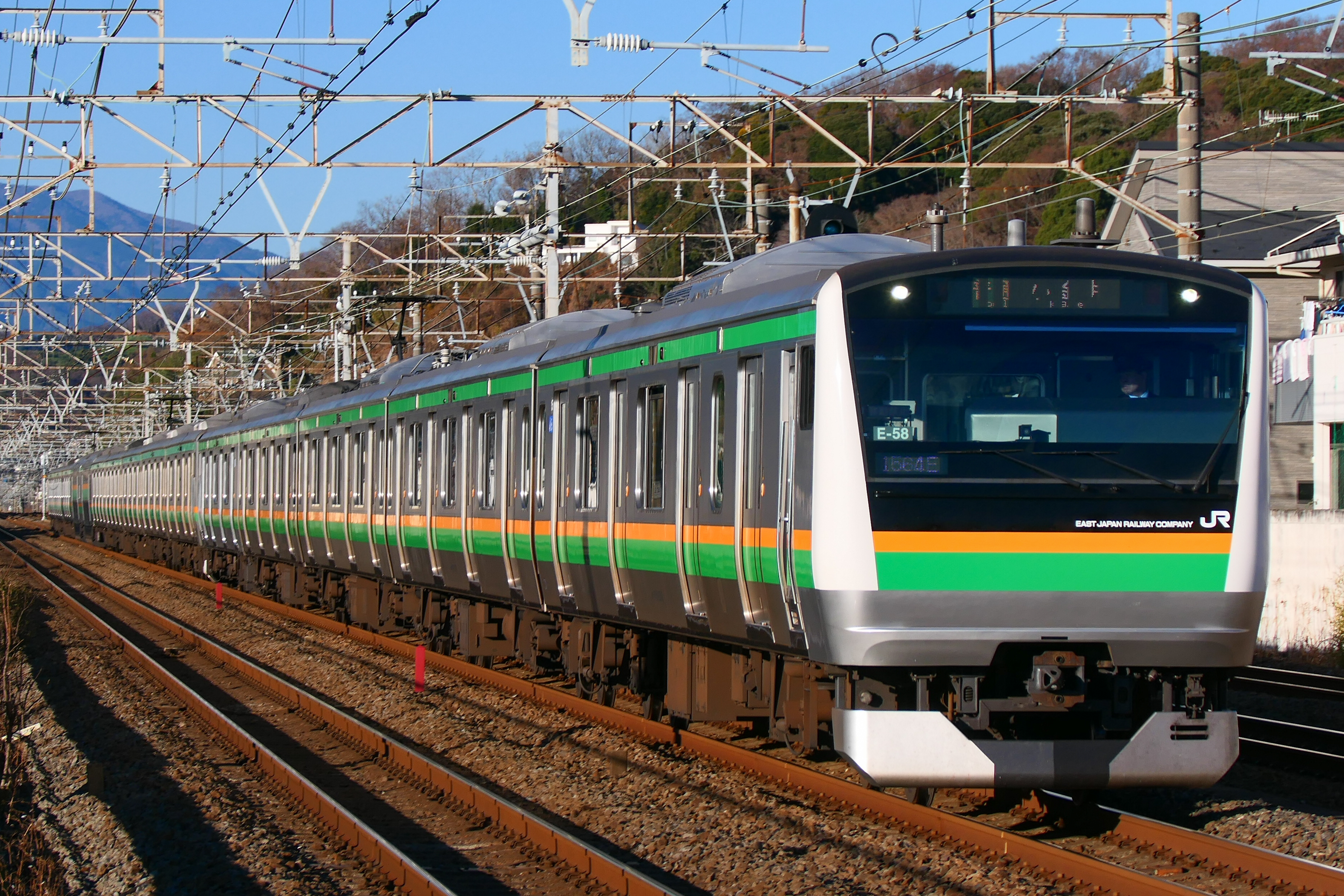
JR東日本E233系
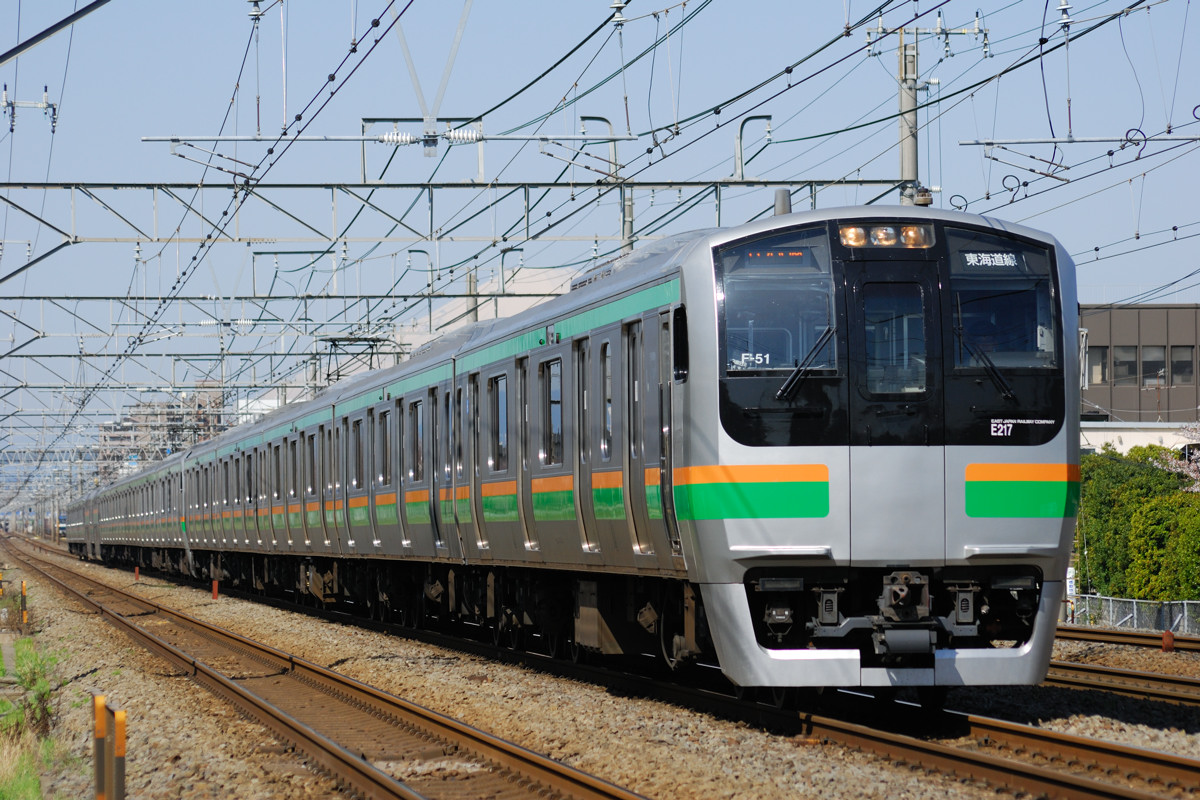
JR東日本E217系
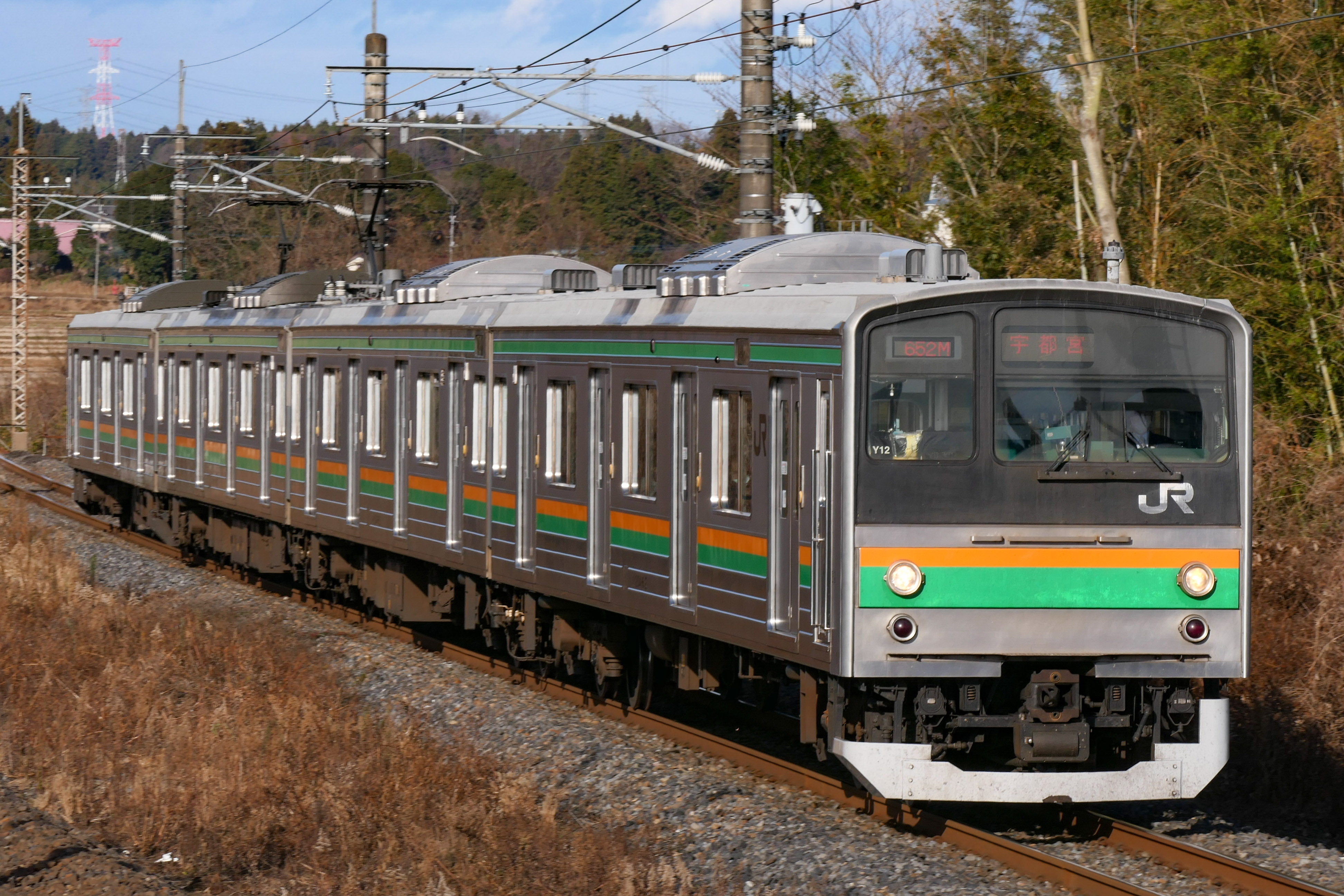
JR東日本205系 宇都宮線・日光線

### 白地塗装車の帯色・パターン
民営化後のJR東海ではキハ11形鋼製車の新製時に白地に211系類似の湘南色の帯が採用され、国鉄から承継した103系、119系、123系、キハ40系などにおいても採用された。
JR東日本の185系のうち、特急「踊り子」用編成は更新工事の際に湘南色に準じたブロックパターンが採用された。「踊り子」用ストライプ復刻塗装への塗装変更により2017年に消滅している。

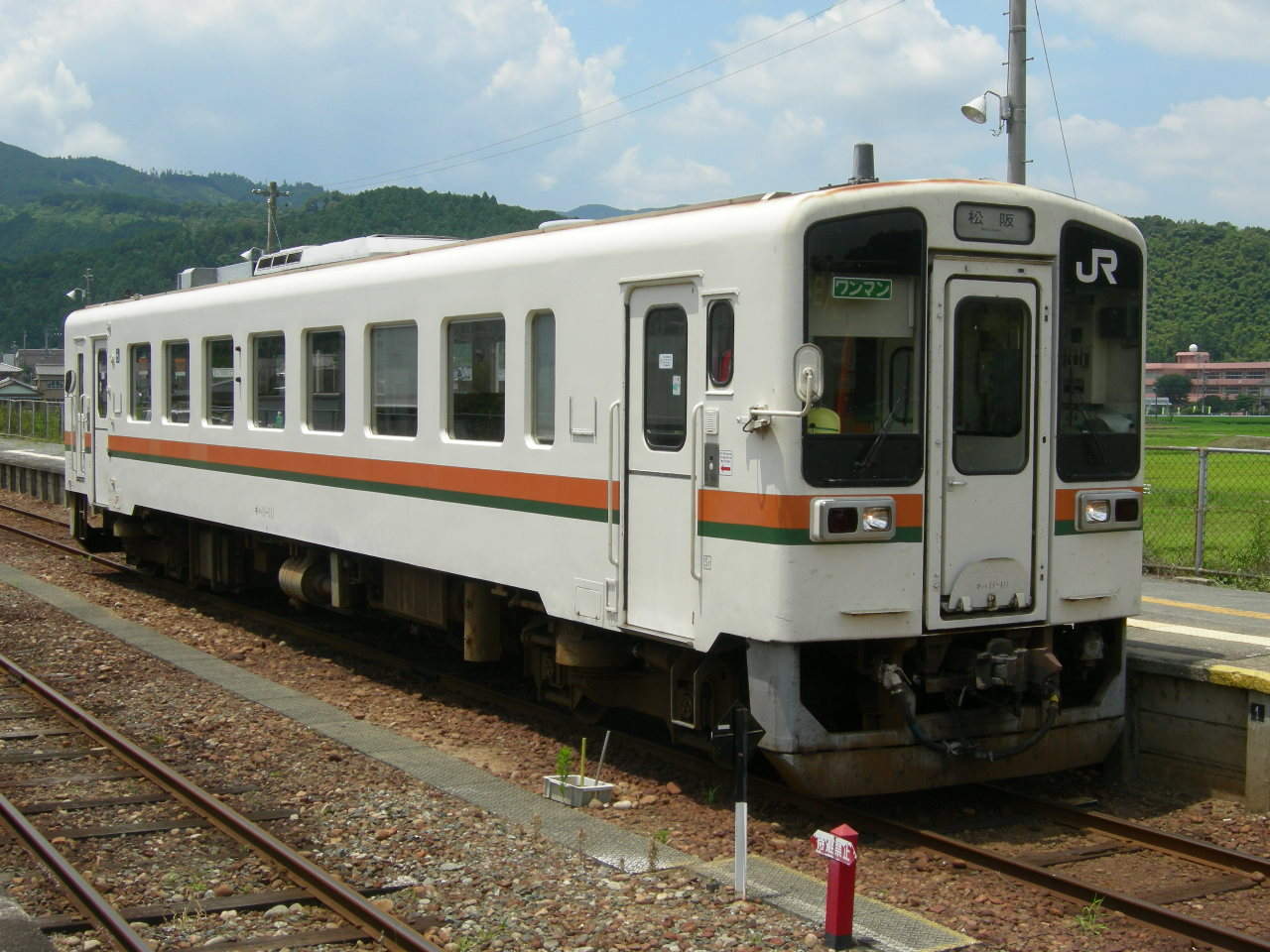
JR東海キハ11形
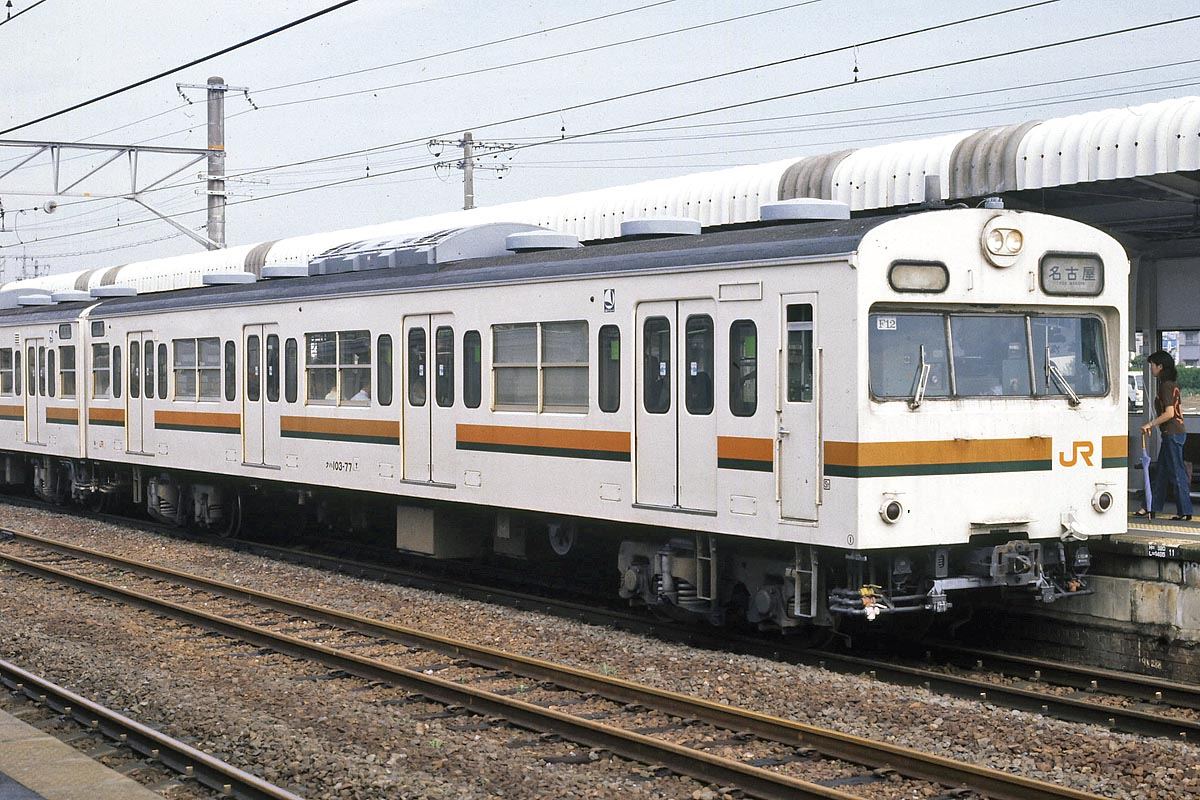
JR東海103系
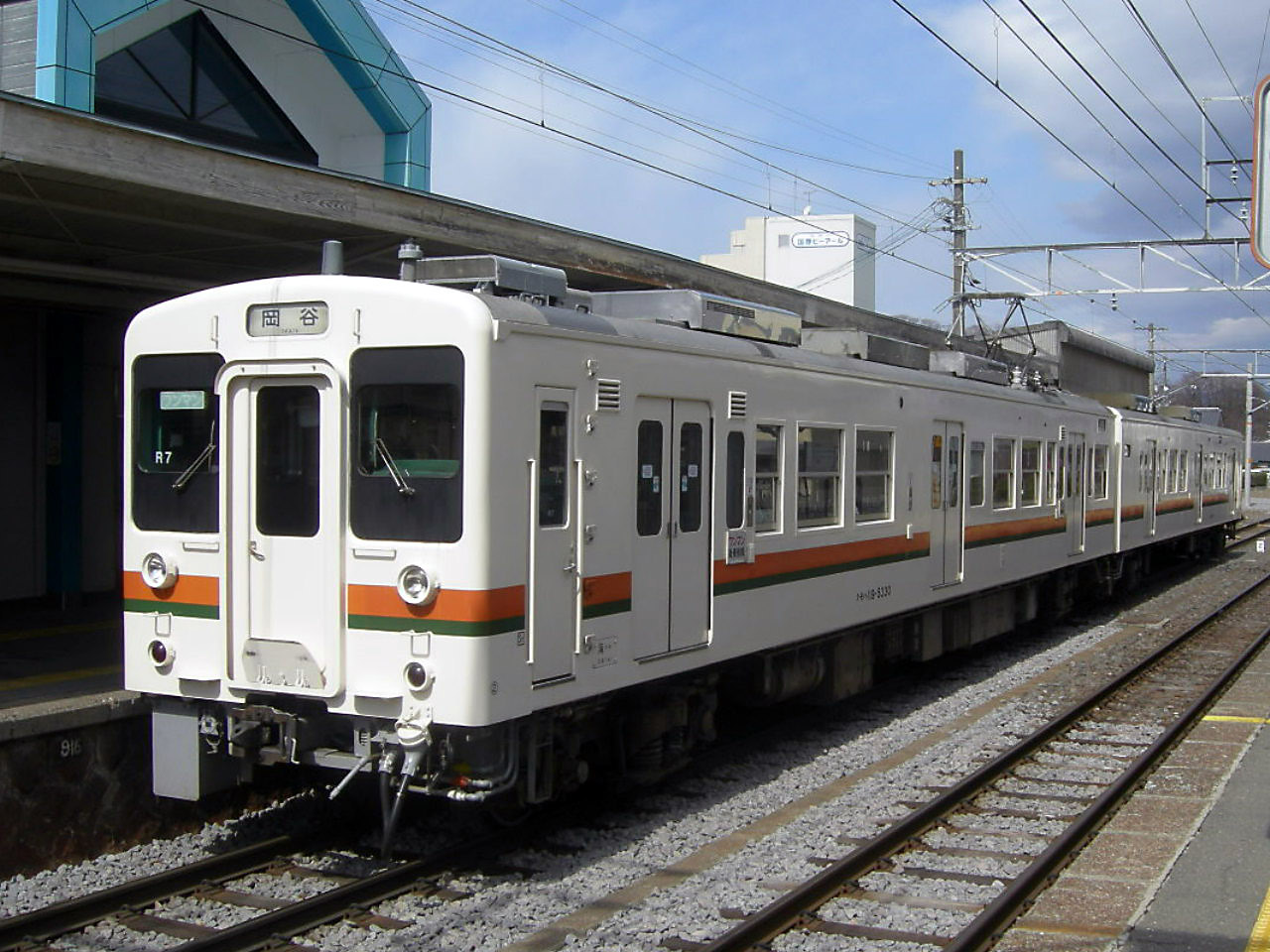
JR東海119系
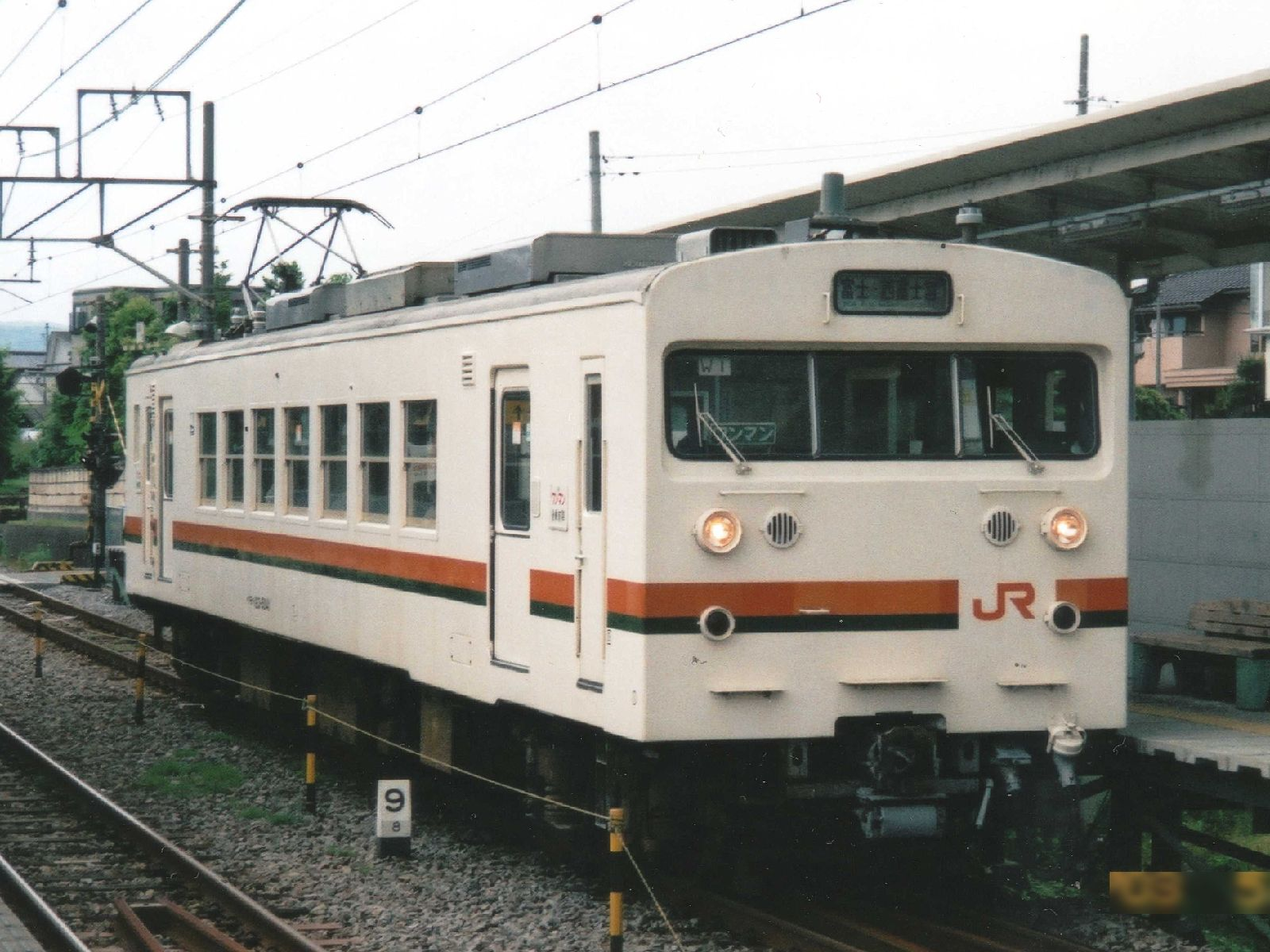
JR東海クモハ123形
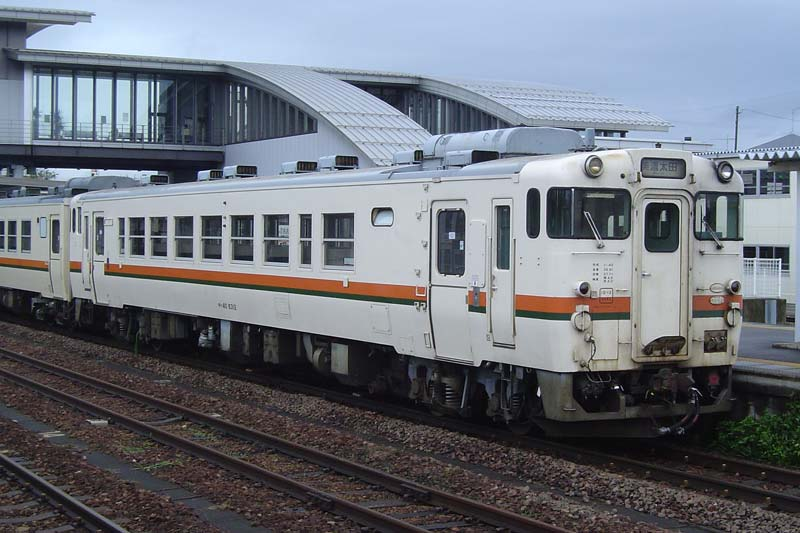
JR東海キハ40形
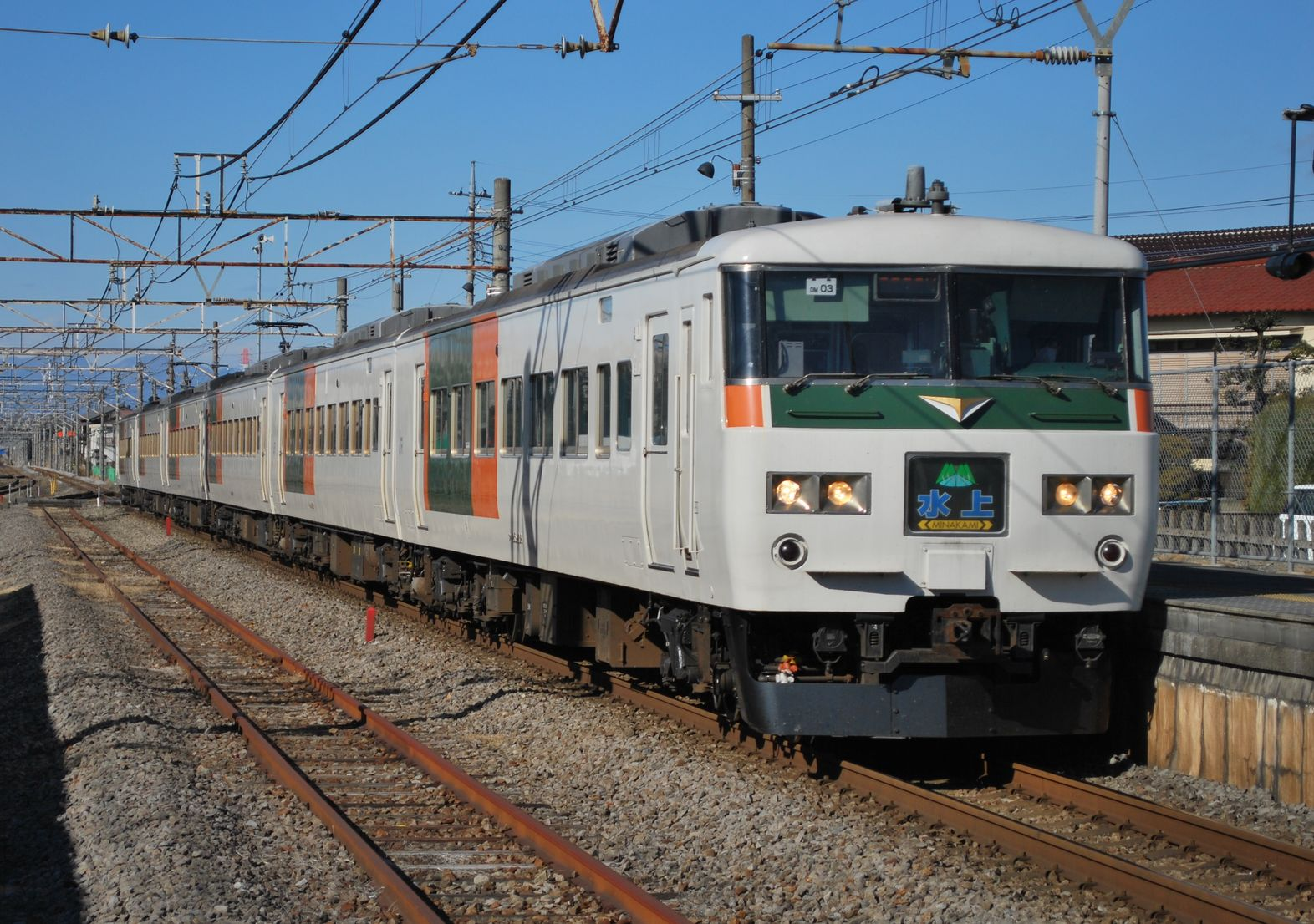
JR東日本185系 ブロックパターン

## リバイバル・イベント等
国鉄から四国旅客鉄道（JR四国）に継承された111系は、2001年の全廃時に1編成がJR四国色から湘南色へ復刻された。
JR東日本では113系の湘南色が東海道本線撤退により消滅していたが、房総地区に残る113系の一部編成で2009年より横須賀色から湘南色に変更され、2011年の113系全廃まで運用された。また、新潟地区に最後まで残った115系3両編成7本のうち、1000番台トップナンバーのクモハ115-1001を含む3両1編成は2017年より湘南色に復元されて2022年まで運用されていた。
1997年よりJR東日本から115系と169系を譲受したしなの鉄道では、169系S52編成が2008年の信越本線関山 - 軽井沢間開通120周年を記念して湘南色となり、2009年に一旦しなの鉄道オリジナル色に戻ったものの2010年に再び湘南色となった。169系引退直前の2013年にはS51編成も湘南色となり、引退後はS51編成が坂城駅で保存されている。115系は2017年の長野デスティネーションキャンペーンに合わせてS3編成が湘南色となり、2019年にはS5編成も湘南色となったが、SR1系増備による置き換えでS25編成は運用を終了している。
2010年にはJR東日本の特急「草津」用185系1編成（OM03編成）が「特急草津号50周年感謝キャンペーン」に合わせて80系を模した湘南色となった。2013年には高崎線130周年を記念して211系の先頭車の一部分に115系をイメージした湘南色のラッピングが実施されていた。
JR西日本では湘南色が維持された岡山地区の115系300番台D26・D27編成を併結した6両編成による普通列車が山陽本線で2017年5月3日 - 6日に特別運転され、その後は3両編成を基本に岡山地区各線の一般営業列車で運用されている。2022年の岡山デスティネーションキャンペーンに合わせ、この115系湘南色編成を使用した団体列車として2022年9月4日にリバイバル急行「鷲羽」が姫路 - 宇野間で運転された。この2編成は2025年（令和7年）2月1日の臨時列車をもって引退となる。
静岡県の天竜浜名湖鉄道では、TH2100形TH2101号にオレンジと緑のツートンカラーのラッピングが施工され、「Re＋（リ・プラス）」と命名されて2018年に運行を開始している。鉄道ファンの間では湘南色が復活したと話題になったが、天竜浜名湖鉄道の担当者はこのデザインについて「天浜線沿線のお茶の葉とみかんをイメージした濃いグリーンとオレンジ」であると語っている。

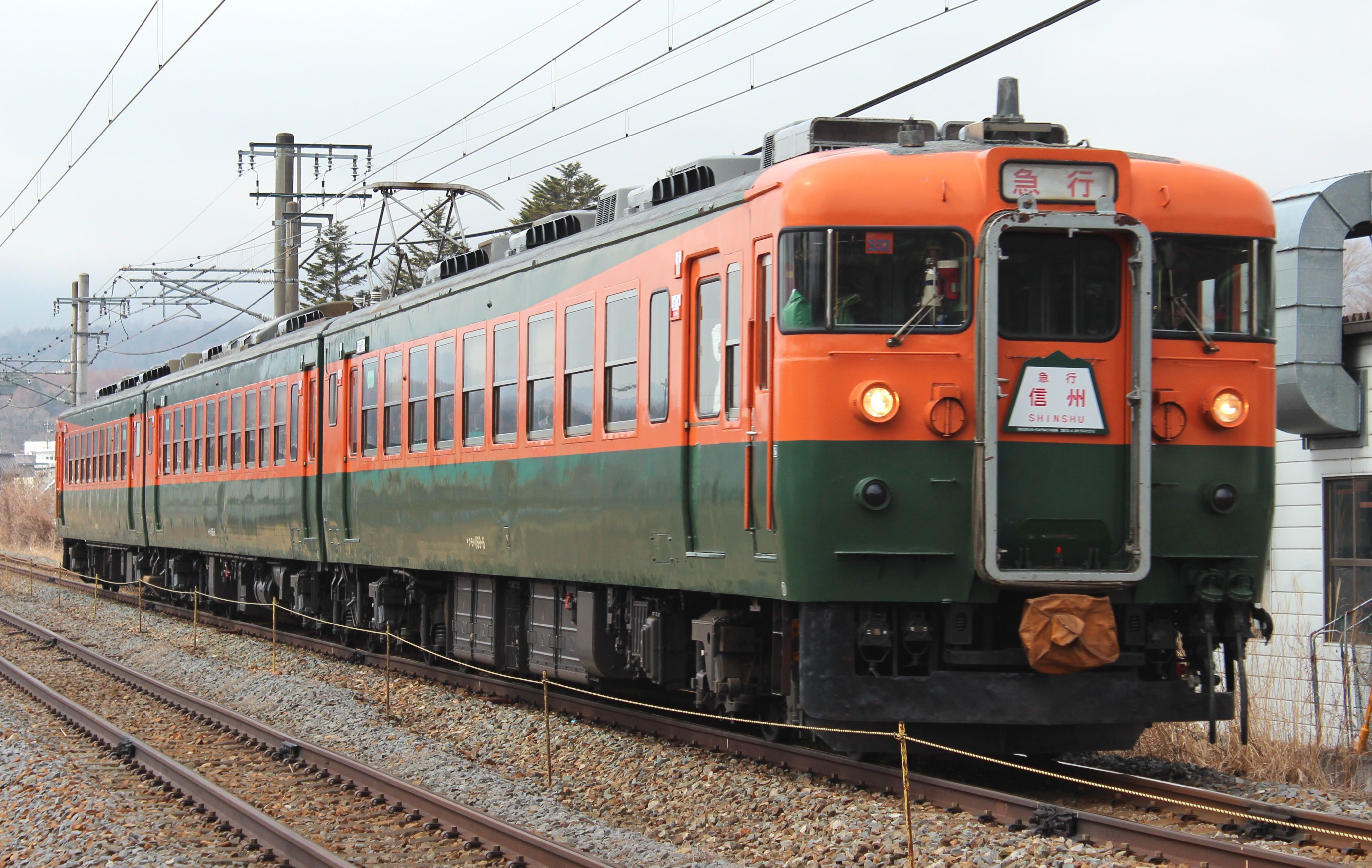
しなの鉄道169系 S52編成
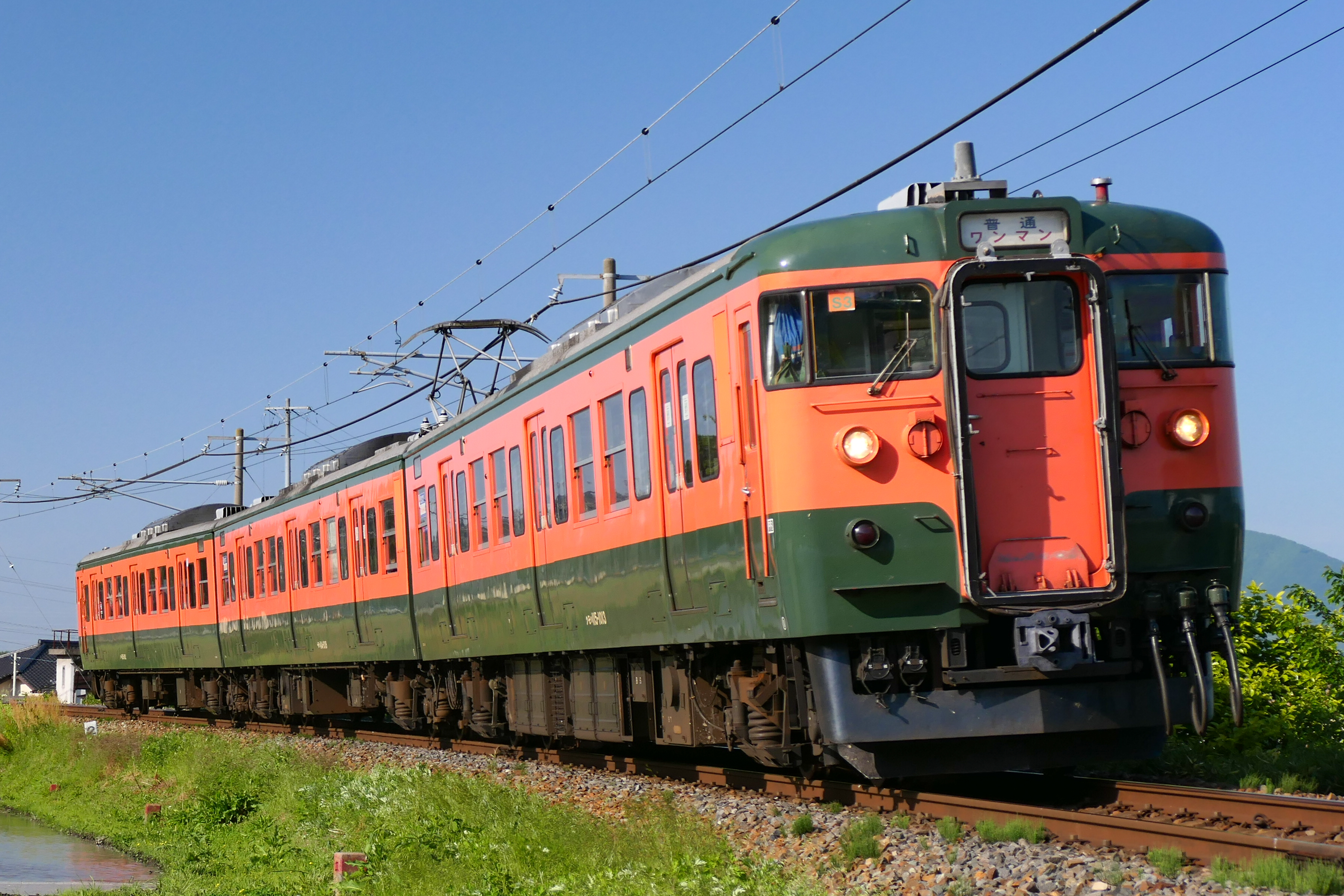
しなの鉄道115系 S3編成
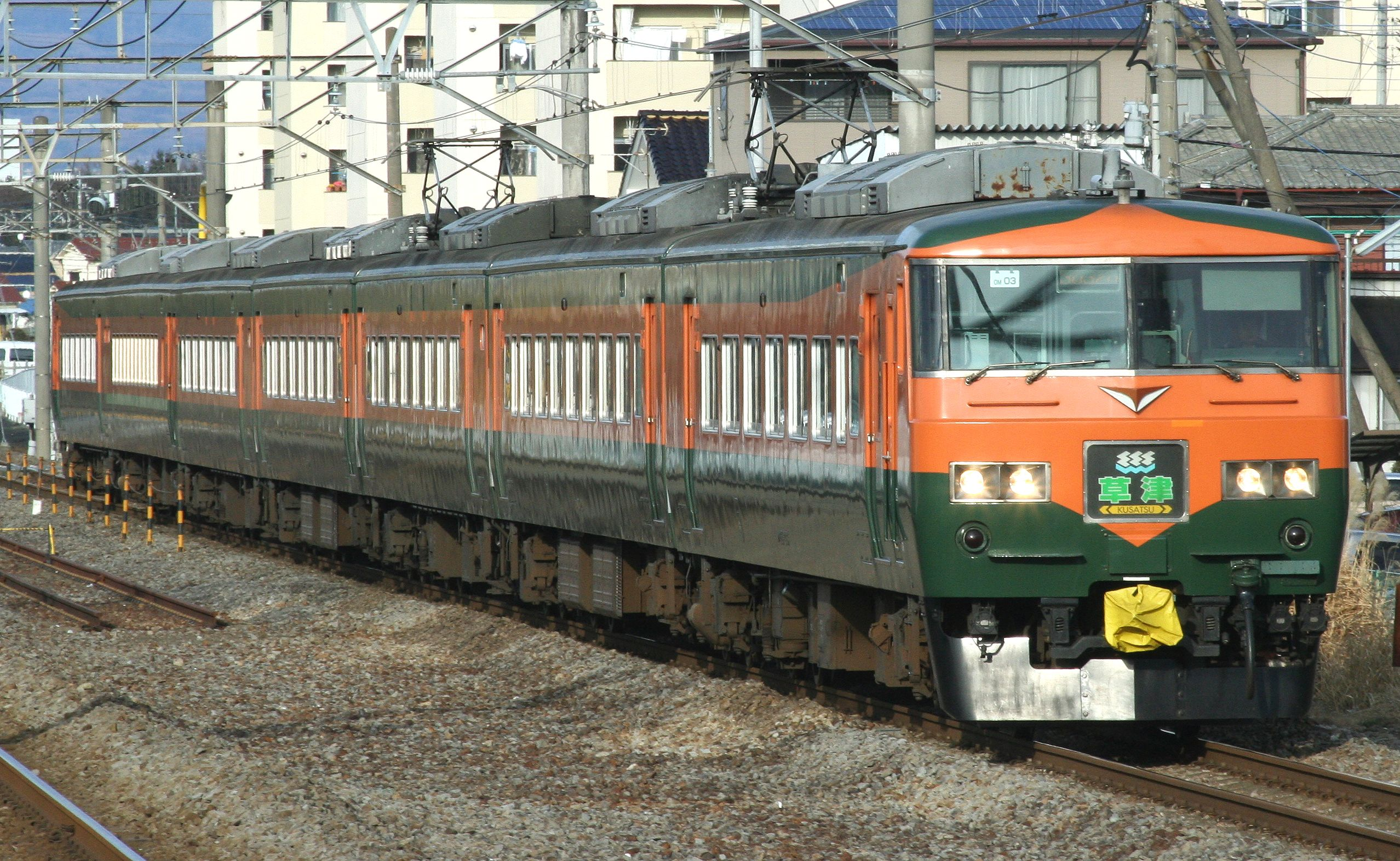
JR東日本185系 OM03編成
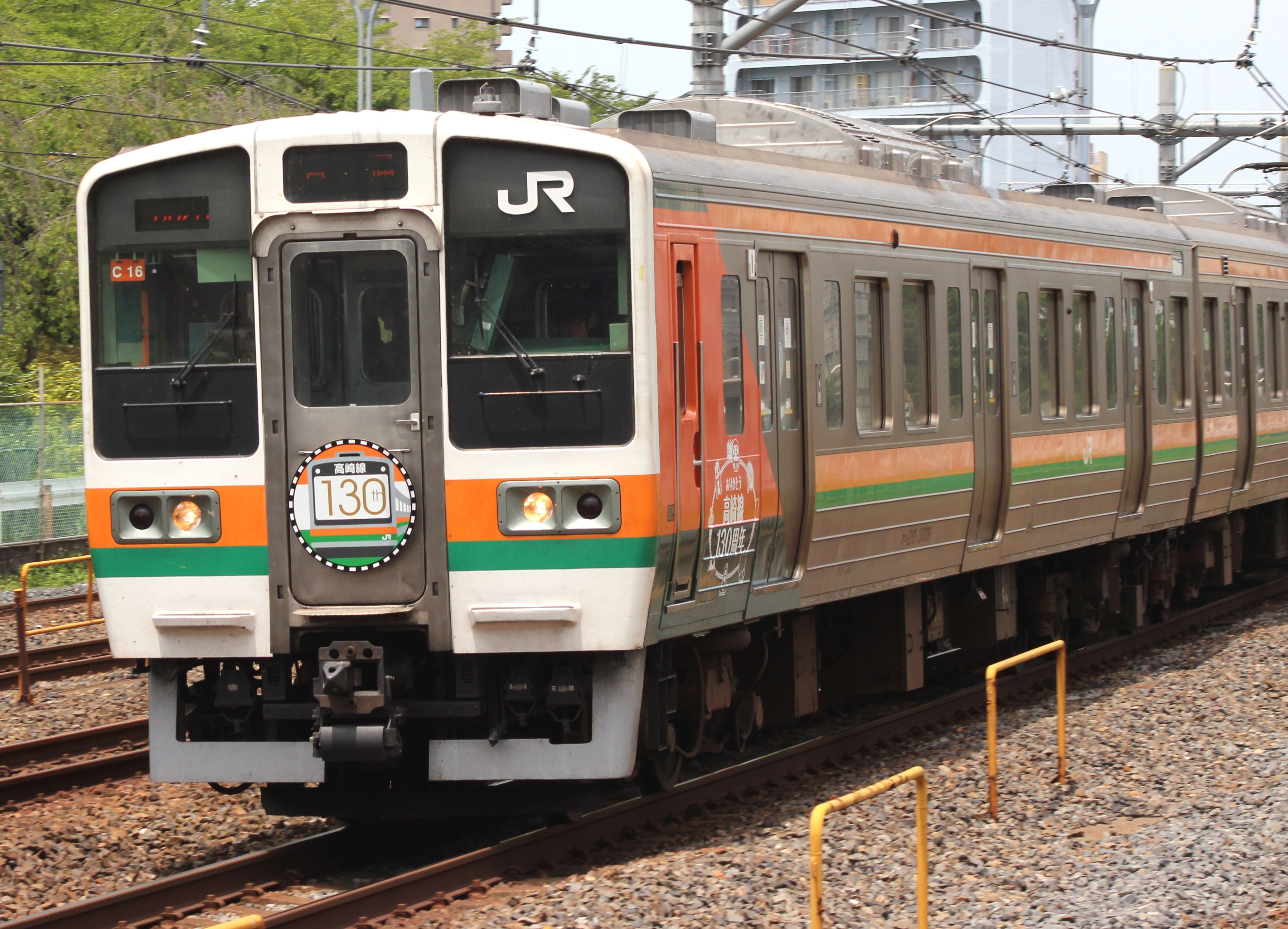
JR東日本211系 高崎線130周年ラッピング
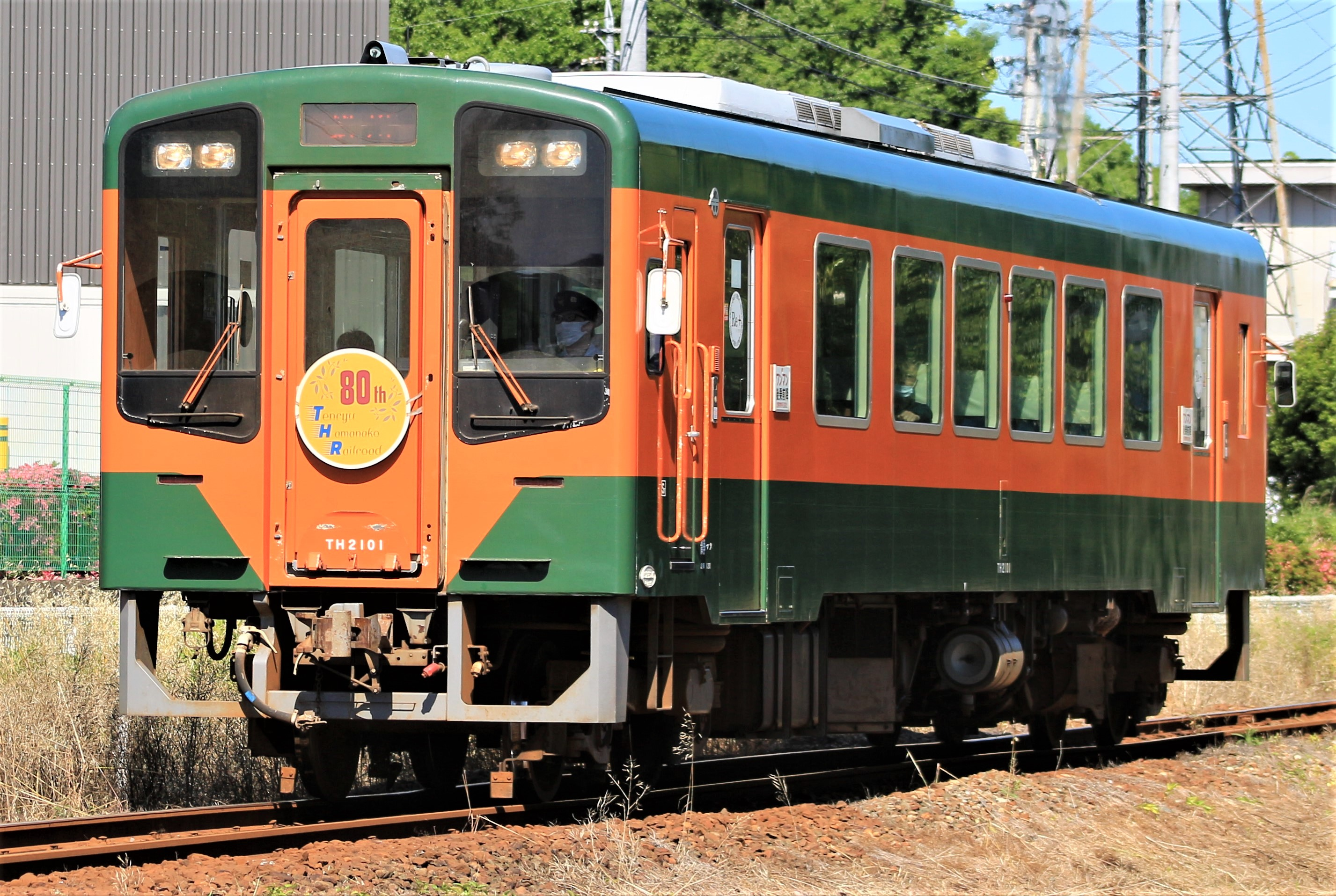
天竜浜名湖鉄道TH2101「Re＋（リ・プラス）」

## 保存車

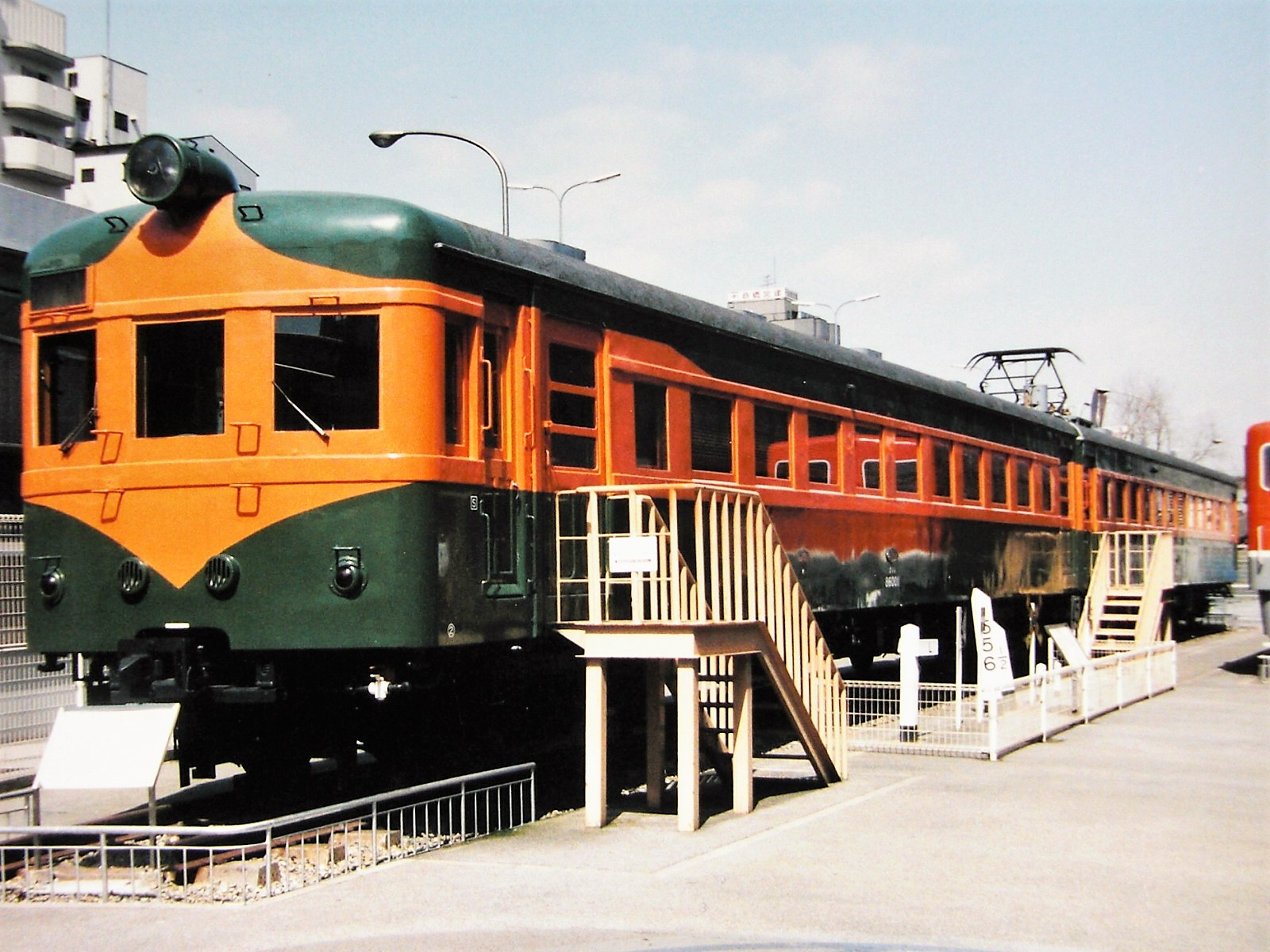
クハ86001（交通科学博物館）

湘南色初採用のクハ86001・モハ80001は交通科学博物館を経て京都鉄道博物館で保存されている。111系のクハ111-1は佐久間レールパークを経て2011年よりリニア・鉄道館で、165系のクハ165-108とサロ165-106はJR東海浜松工場での保管を経て2011年より同じくリニア・鉄道館で展示されている。
しなの鉄道の169系S51編成はクモハ169-1・モハ168-1・クハ168-27の3両編成全車が坂城駅で保存されている。
房総地区で湘南色に復刻された113系2000番台のうち、クハ111-2152は千葉県のポッポの丘で保存されている。ポッポの丘には鉄道総研から東芝府中工場を経て2020年よりクモニ83006が移設され、湘南色で保存されている。

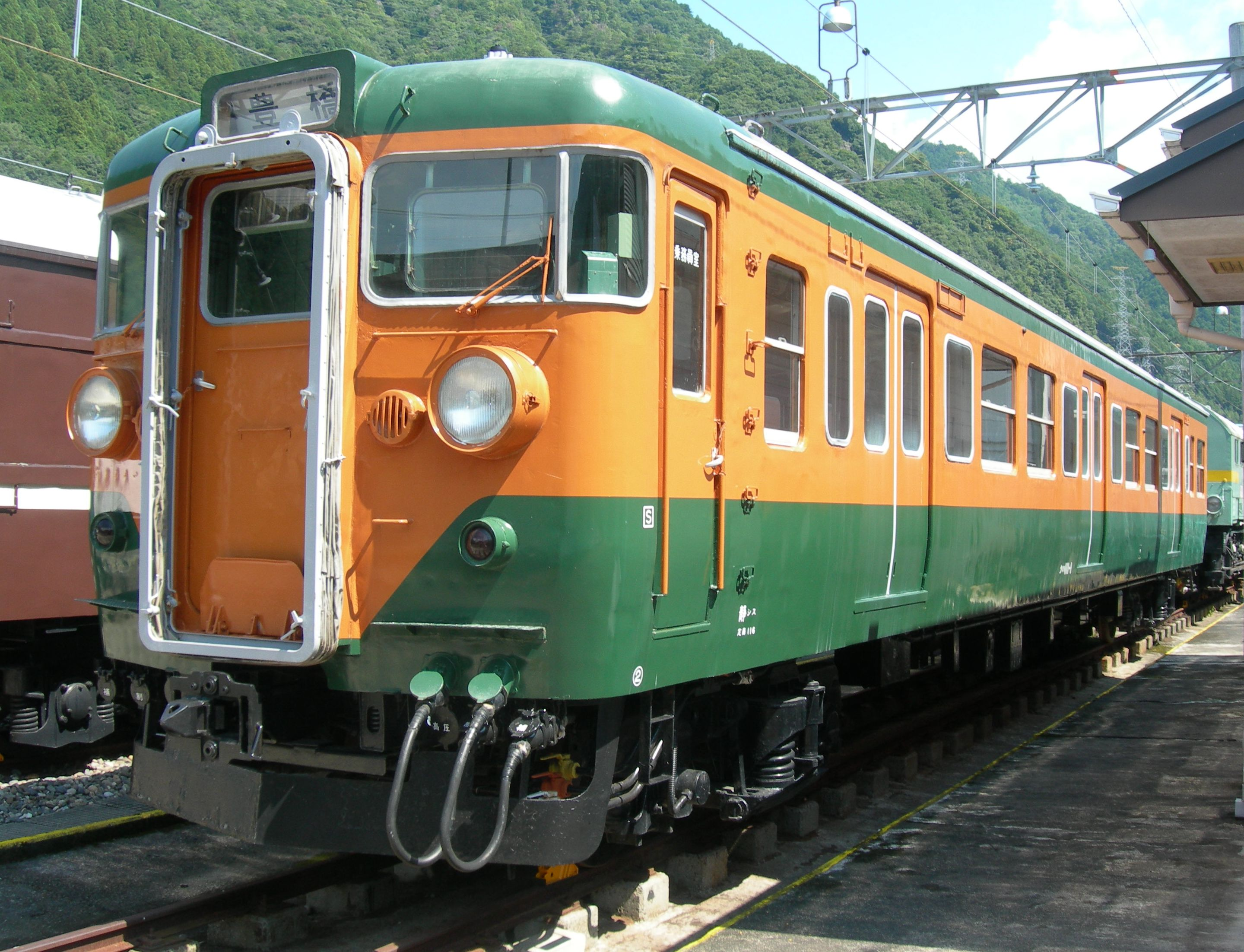
クハ111-1（佐久間レールパーク保存時）
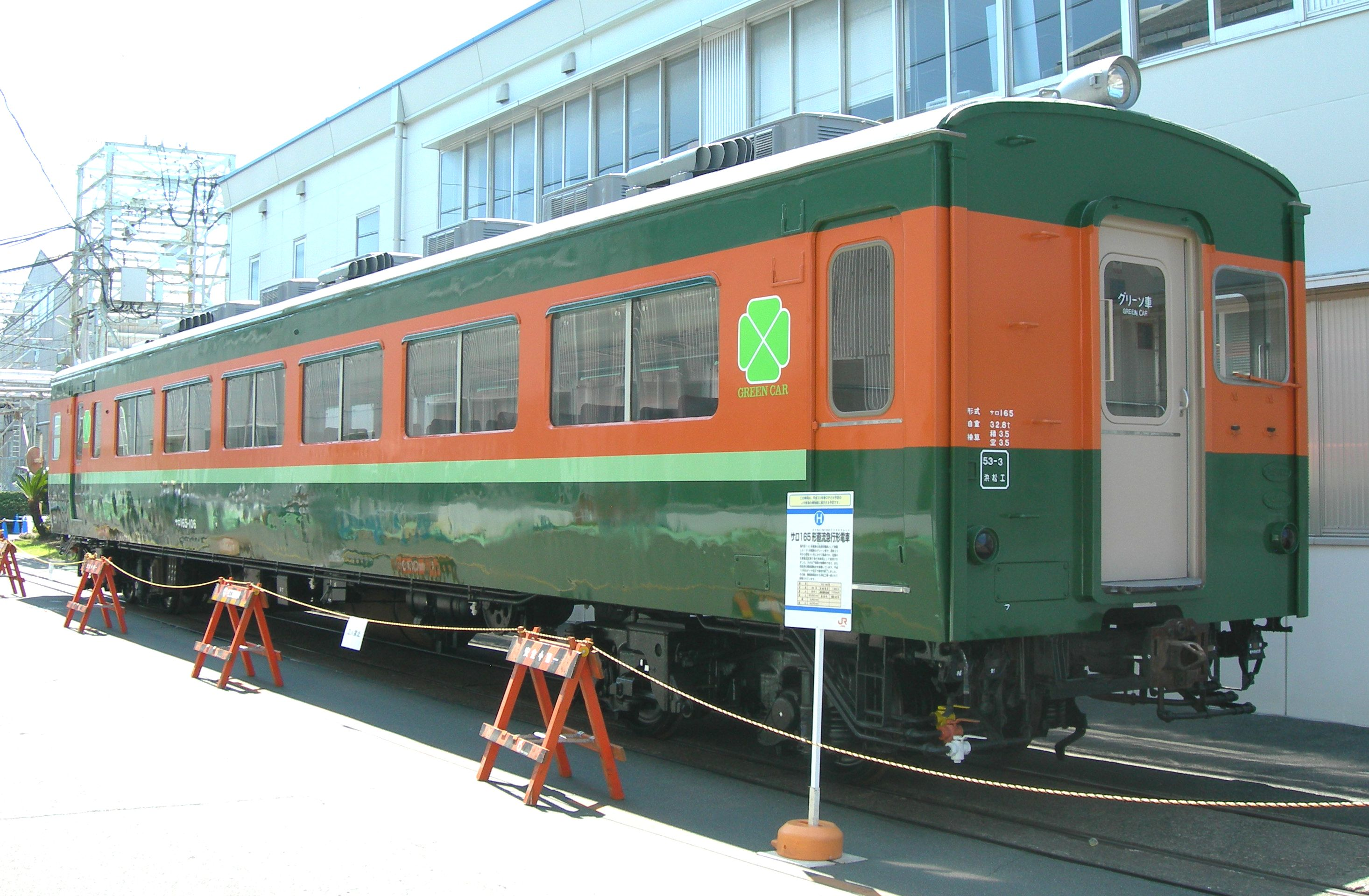
サロ165-106（浜松工場一般公開時）
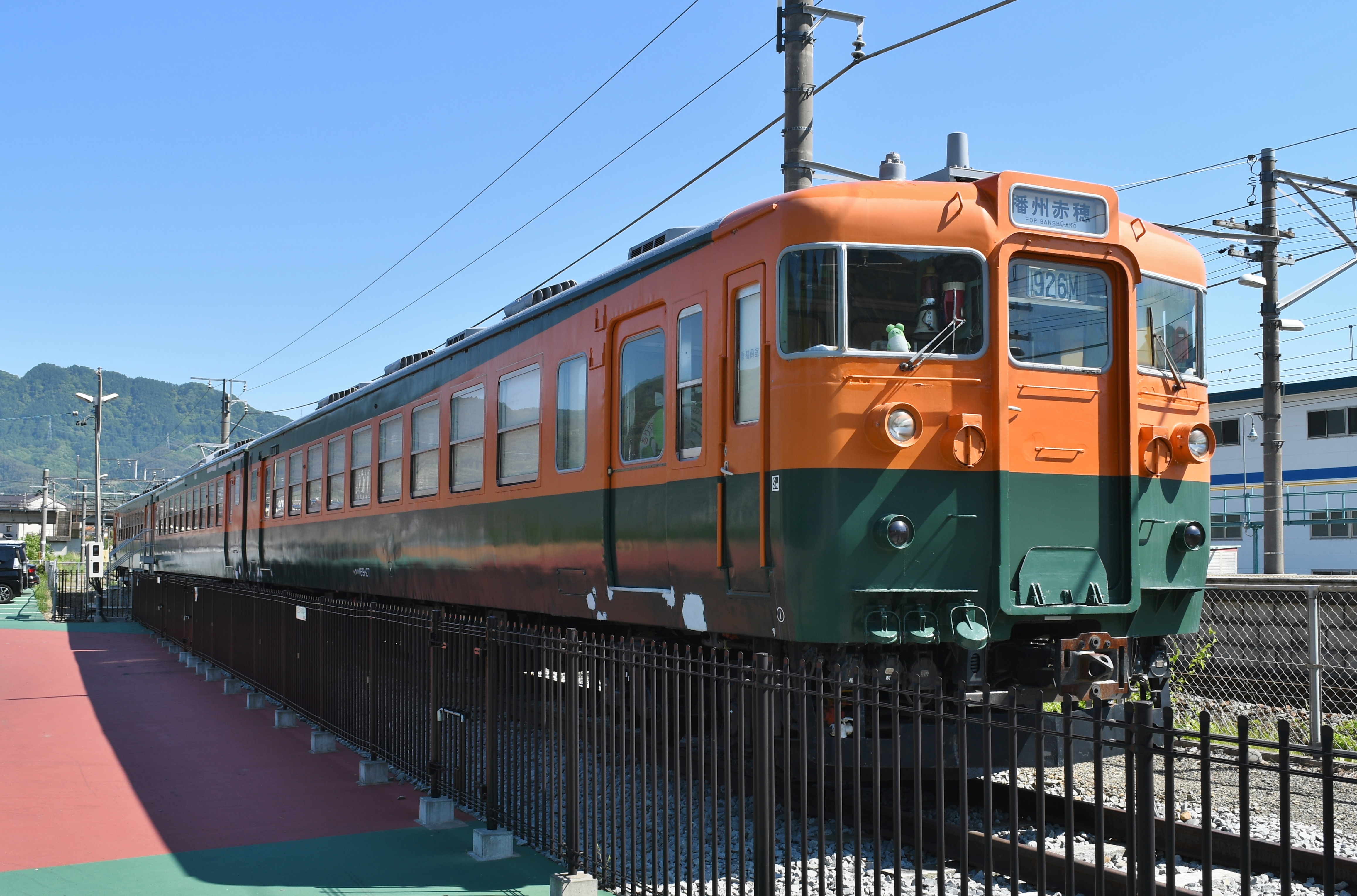
しなの鉄道169系S51編成（坂城駅）
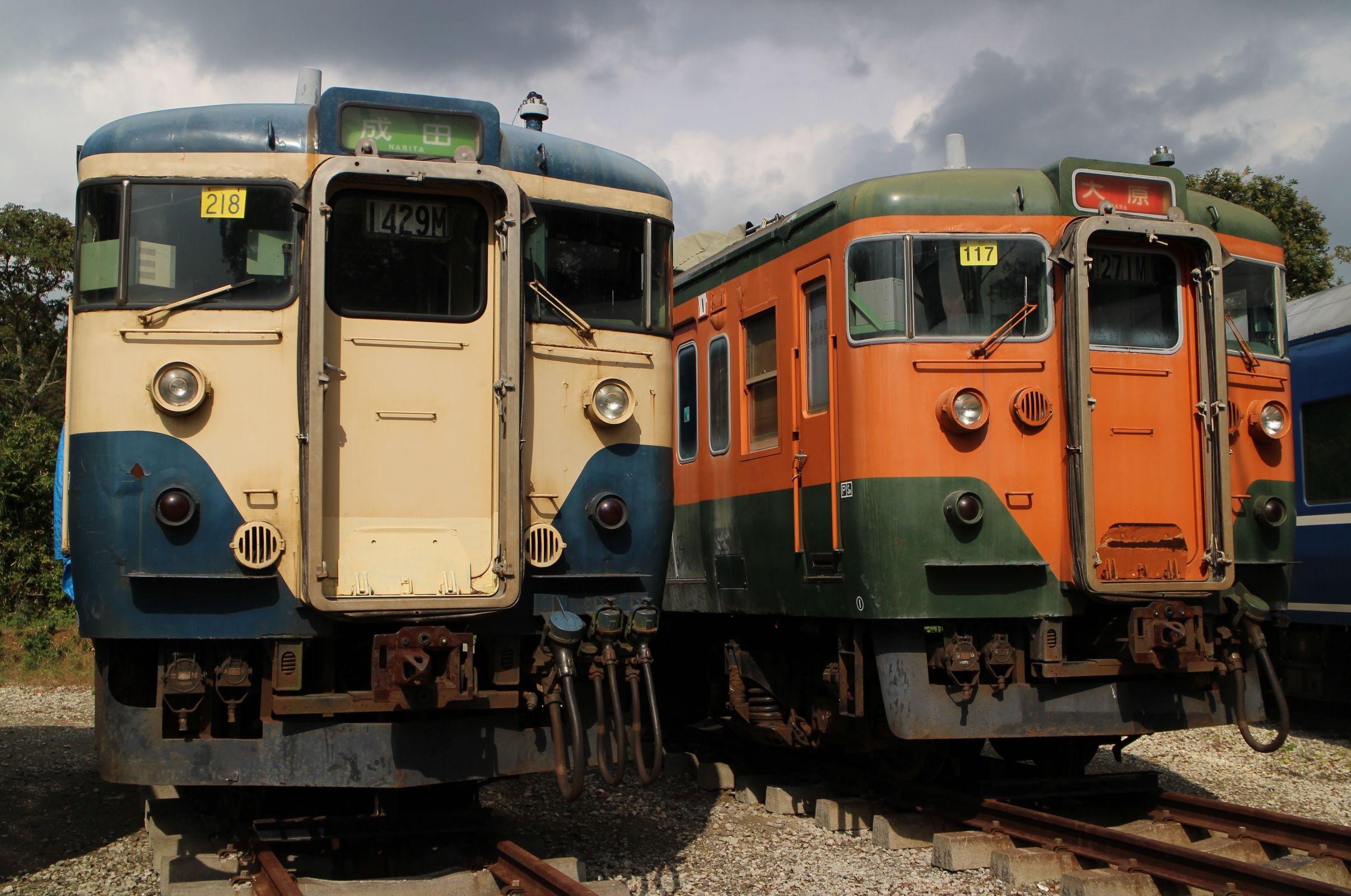
クハ111-2152（右、ポッポの丘）